# Inmigración en España

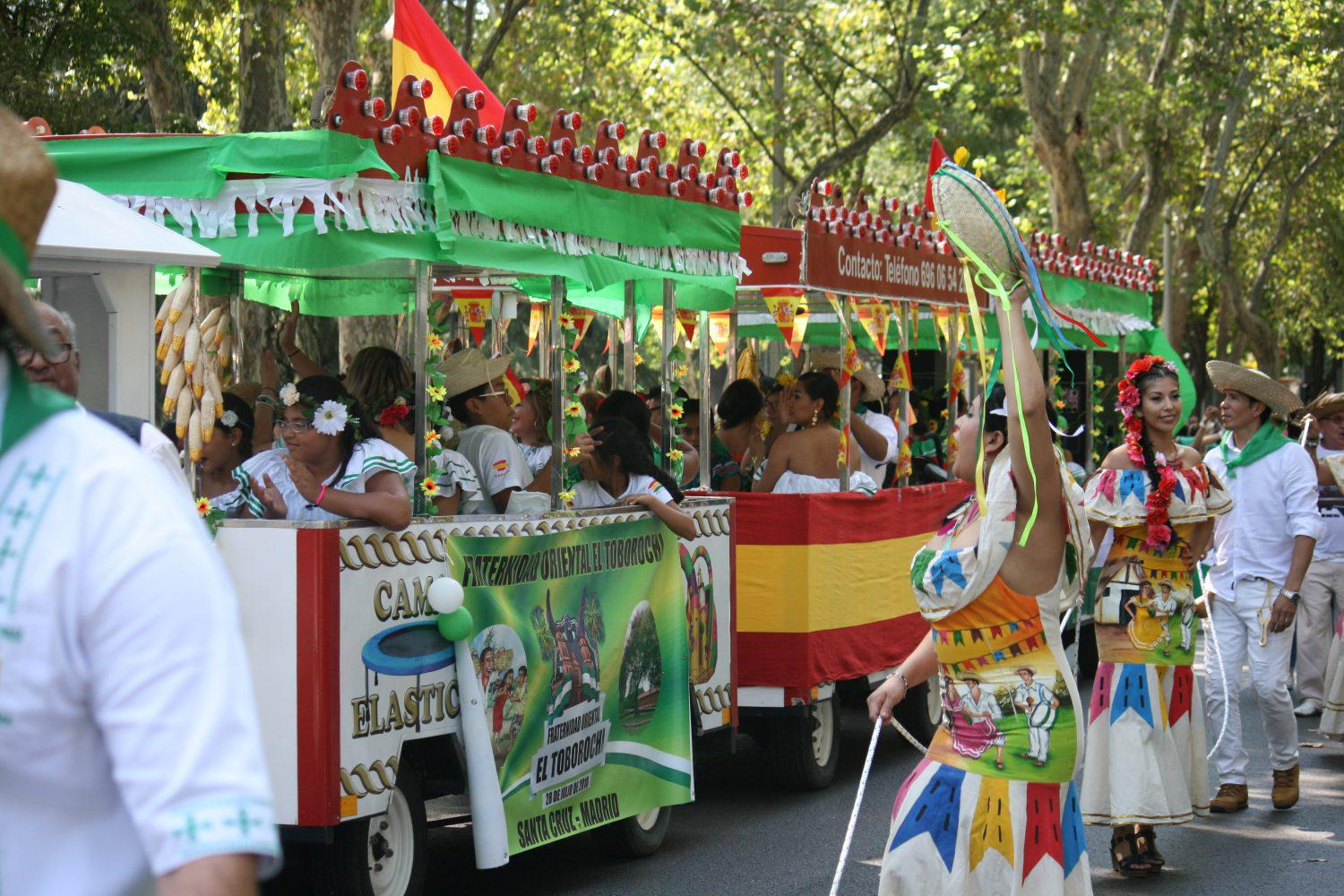
Celebración a la Virgen de Urkupiña de la comunidad boliviana en Madrid.

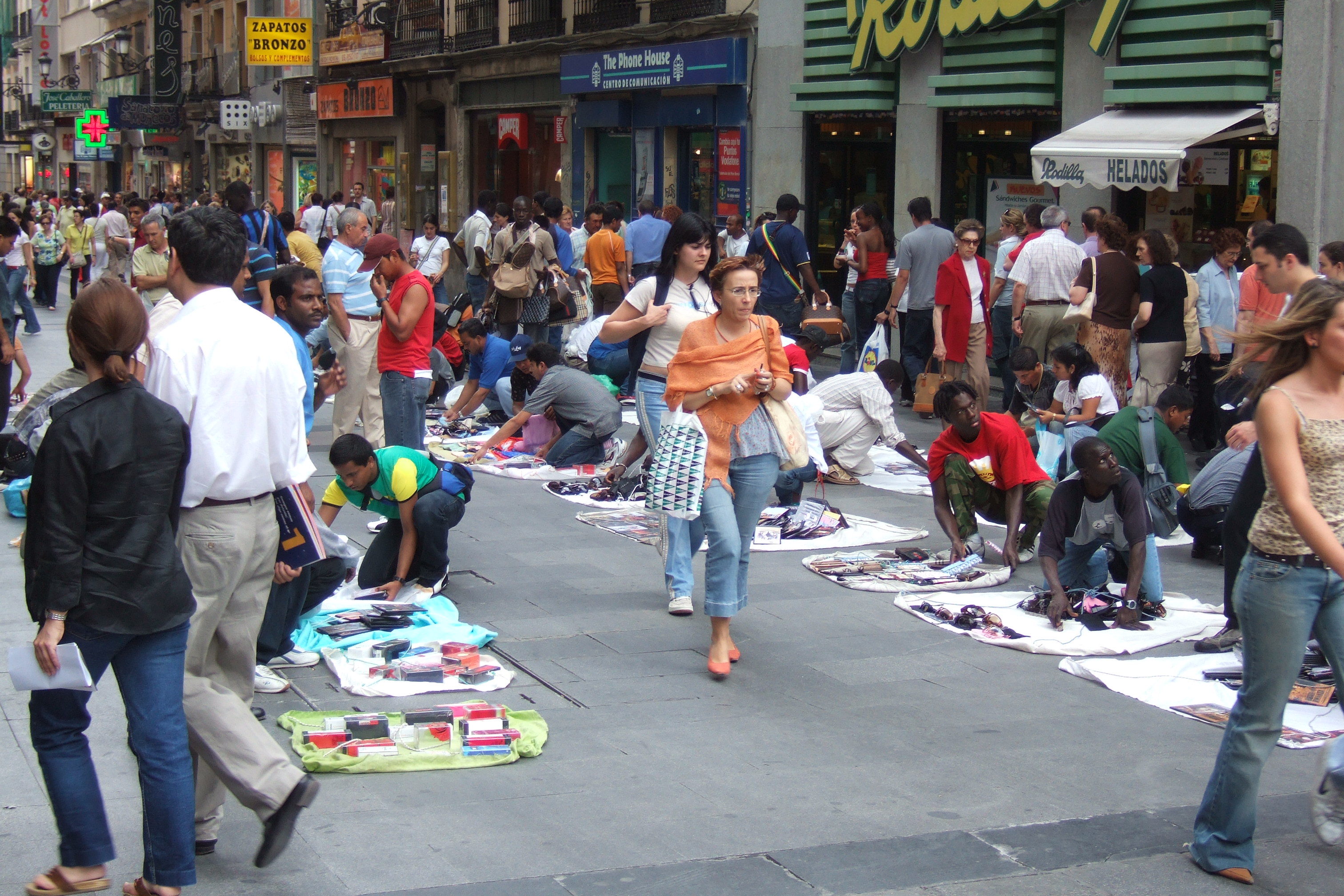
Vendedores ambulantes inmigrantes en Madrid.

La inmigración en España ha sido, desde finales de la década de los 2000, un fenómeno de gran relevancia demográfica, social y económica. El flujo migratorio hacia el país aumentó significativamente a partir de finales del siglo XX, impulsado por el rápido crecimiento económico que vivió España hasta 2008, dando como resultado que la población inmigrante llegase a representar el 12,2% de la población española en 2010, su punto más alto hasta ese entonces. Llegada la crisis económica, la población extranjera disminuyó significativamente  entre los siguientes años hasta bajar al 9,8% de la población nacional en 2017. No obstante, con la recuperación económica, el porcentaje volvió a repuntar a partir de dicho año, situándose en la actualidad en el 19,64% tras una notable subida en los años posteriores a la pandemia.
Entre 2020 y 2021, el flujo migratorio de argentinos a España aumentó un 65,8%, encabezando la lista de sudamericanos que más emigraron a España. En 2022, la comunidad procedente de Hispanoamérica representaba casi el 60% de los inmigrantes en la Comunidad de Madrid frente a un 49% en enero de 2015. Esto sucedió debido al aumento de las comunidades de venezolanos, colombianos, peruanos, dominicanos y hondureños, entre otros, mientras que menguaron las de rumanos, chinos o marroquíes. Los mayores aumentos de población extranjera en la primera mitad de 2022 se registraron entre los ucranianos (con un incremento del 45,8%), peruanos (+20,1%), colombianos (+19,1%) y venezolanos (+14,4%). Asimismo, también se ha facilitado la llegada de inmigrantes rusos y latinoamericanos. De acuerdo con el INE, España ganaría más de cuatro millones de habitantes en los 15 próximos años y más de cinco millones hasta 2072 si se mantuvieran las tendencias demográficas actuales, pasando de 47 432 805 a 52 886 370 de habitantes. La población de 65 y más años supondría el 26,0% del total en el año 2037. Según el INE, a 1 de enero de 2025, la población de nacionalidad extranjera en España era de 6.853.348 personas (el 14,0%), y la población nacida en el extranjero era de 9.379.972 (el 19,1%), de un total de 49.077.984 habitantes. España recibe inmigrantes principalmente de Iberoamérica, además de otras partes de Europa y África. En 2025, los grupos que más aumentaron su población en el país procedían de Colombia (43.400), Venezuela (30.500), Marruecos (27.700), Perú (18.800), Italia (8.900), Honduras (7.300), Argentina (7.300), Ecuador (6.800) y Ucrania (6.400).
La inmigración irregular supuso 31.000 entradas en España en 2022. Más de 11.000 personas, de las cuales 377 niños, han muerto en el mar entre 2018 y 2023 cuando intentaban alcanzar las costas españolas.

## Historia
| 2002         | 2 334 098  | 5,7%  |
| 2003         | 2 984 094  | 7,1%  |
| 2004         | 3 547 669  | 8,3%  |
| 2005         | 4 107 226  | 9,5%  |
| 2006         | 4 637 971  | 10,5% |
| 2007         | 5 200 061  | 11,6% |
| 2008         | 5 878 919  | 12,9% |
| 2009         | 6 225 513  | 13,5% |
| 2010         | 6 280 064  | 13,5% |
| 2011         | 6 282 208  | 13,5% |
| 2012         | 6 294 952  | 13,4% |
| 2013         | 6 165 635  | 13,2% |
| 2014         | 5 952 770  | 12,8% |
| 2015         | 5 883 891  | 12,7% |
| 2016         | 5 913 165  | 12,7% |
| 2017         | 6 014 708  | 12,9% |
| 2018         | 6 207 509  | 13,3% |
| 2019         | 6 549 309  | 14,0% |
| 2020         | 7 014 753  | 14,8% |
| 2021         | 7 254 797  | 15,3% |
| 2022         | 7 468 116  | 15,7% |
| 2023         | 8 204 206  | 17,3% |
| 2024         | 8 838 234  | 18,2% |
| 2025         | 9 379 972  | 19,1% |
| 2025 (1/Jul) | 9 686. 214 | 19,6% |

| 1981         | 198 042   | 0,5%  |
| 1986         | 241 971   | 0,6%  |
| 1991         | 360 655   | 0,9%  |
| 1996         | 542 314   | 1,4%  |
| 1998         | 637 085   | 1,6%  |
| 2000         | 923 879   | 2,3%  |
| 2001         | 1 370 657 | 3,3%  |
| 2002         | 1 977 946 | 4,7%  |
| 2003         | 2 664 168 | 6,2%  |
| 2004         | 3 034 326 | 7,0%  |
| 2005         | 3 730 610 | 8,5%  |
| 2006         | 4 144 166 | 9,3%  |
| 2007         | 4 519 554 | 10,0% |
| 2008         | 5 268 762 | 11,4% |
| 2009         | 5 648 671 | 12,1% |
| 2010         | 5 747 734 | 12,2% |
| 2011         | 5 751 487 | 12,2% |
| 2012         | 5 736 258 | 12,1% |
| 2013         | 5 546 238 | 11,8% |
| 2014         | 5 023 487 | 10,7% |
| 2015         | 4 729 644 | 10,1% |
| 2016         | 4 618 581 | 9,9%  |
| 2017         | 4 572 807 | 9,8%  |
| 2018         | 4 734 691 | 10,1% |
| 2019         | 5 036 878 | 10,7% |
| 2020         | 5 434 153 | 11,5% |
| 2021         | 5 440 148 | 11,5% |
| 2022         | 5 542 932 | 11,7% |
| 2023         | 6 089 620 | 12,7% |
| 2024         | 6 502 282 | 13,4% |
| 2025         | 6 852 348 | 14,0% |
| 2025 (1/Jul) | 7 050 074 | 14,3% |

| 2005      | 42.829    |
| 2006      | 62.339    |
| 2007      | 71.810    |
| 2008      | 84.170    |
| 2009      | 79.597    |
| 2010      | 123.721   |
| 2011      | 114.599   |
| 2012      | 115.557   |
| 2013      | 225.793   |
| 2014      | 205.880   |
| 2015      | 114.351   |
| 2016      | 150.944   |
| 2017      | 66.498    |
| 2018      | 90.774    |
| 2019      | 98.954    |
| 2020      | 126.266   |
| 2021      | 144.012   |
| 2022      | 181.581   |
| 2023      | 240.208   |
| 2024      | 252.476   |
| 2005-2024 | 2.592.359 |

### SigloXX
En unas pocas décadas, España ha pasado de ser un país generador de emigración a ser un receptor de flujo migratorio. A partir de 1973, con la crisis del petróleo, la emigración de españoles al extranjero empezó a dejar de ser significativa y se produjo el retorno de muchos emigrantes españoles que se mantiene hoy en día; hecho que se cree que ha sido forzado por el descenso del atractivo laboral de los países de acogida y otras relacionadas con asuntos de pensión de vejez.
El restablecimiento de la democracia coincidió con una fase de relativo equilibrio en los saldos migratorios netos, que se prolongó hasta mediados de los años 1990. En la actualidad se piensa también que las nuevas generaciones de españoles nacidos en el extranjero retornan debido principalmente a trabajo-valor que resulta más atractiva por el euro.[cita requerida]
La inmigración subsahariana en España es de vieja data, pero siempre fue cuantitativamente muy limitada. Esta situación comienza a cambiar en los años 1990, cuando empieza a llegar a Melilla un flujo mayor de africanos procedentes del sur del Sáhara. En enero de 1998 vivían en España unas 36 000 personas nacidas en África subsahariana, pero no sería hasta los años posteriores a la regularización de 1996 cuando se produce el primer “boom” de la inmigración subsahariana y de su acceso al mercado de trabajo español el cual se orientará, fundamentalmente, hacia sectores como la agricultura, la construcción, los servicios y el comercio ambulante, sectores caracterizados por los bajos salarios y las condiciones precarias de empleo. Entre enero de 1998 y enero de 2003 se triplica la llegada de inmigrantes subsaharianos, llegando a la cifra de 110 000 personas.[cita requerida]

### sigloXXI
En el año 2000, la Organización de las Naciones Unidas (ONU) publicó el estudio Replacement Migration: Is It A Solution to Declining and Ageing Populations? (español: «Reemplazo migratorio, ¿es ésta una solución para pueblos en declive y envejecimiento?»). Según la ONU, a menos que se incremente la edad de jubilación en los países desarrollados, la inmigración es la única forma de mantener la población que trabaja y contribuye los impuestos necesarios para mantener a los jubilados, y se requiere vasta más inmigración que en el pasado.
En 2010 la cifra de subsaharianos es de 237 309 y todas las variables indican una tendencia a la diversificación de los países de procedencia. La irregularidad y la reagrupación familiar han sido las formas acceso a España más utilizadas. Para muchos subsaharianos se trata, sin embargo, de una forma de exclusión o irregularidad extrema dada la imposibilidad de muchos, debido a su falta de documentación y a la negación sistemática de visados cuando sí los tienen en sus países de origen, de empadronarse y obtener por ello la regularización vía arraigo. Esto hace de los inmigrantes subsaharianos una categoría especialmente vulnerable dentro de las migraciones provenientes de países no comunitarios. 

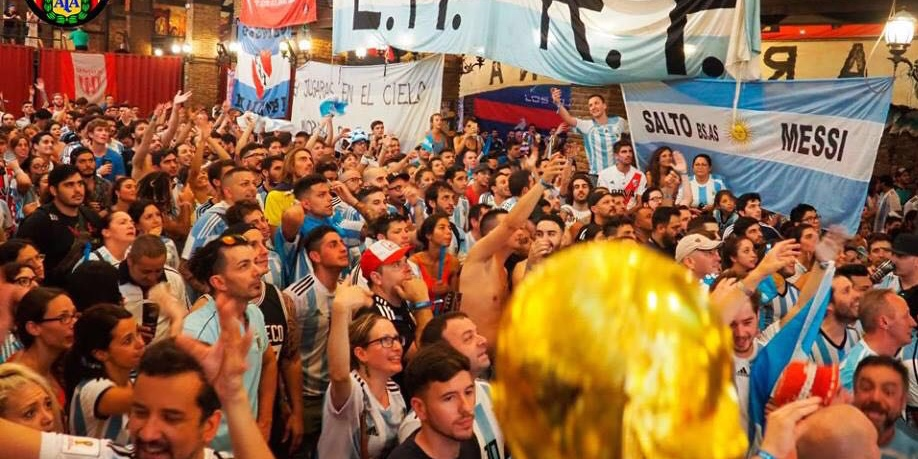
La comunidad argentina en España es la más grande del mundo fuera de Argentina. En 2010, España aglutinaba el 30% de la diáspora argentina en el mundo. En 2019, había 259.946 argentinos en España según la ONU.

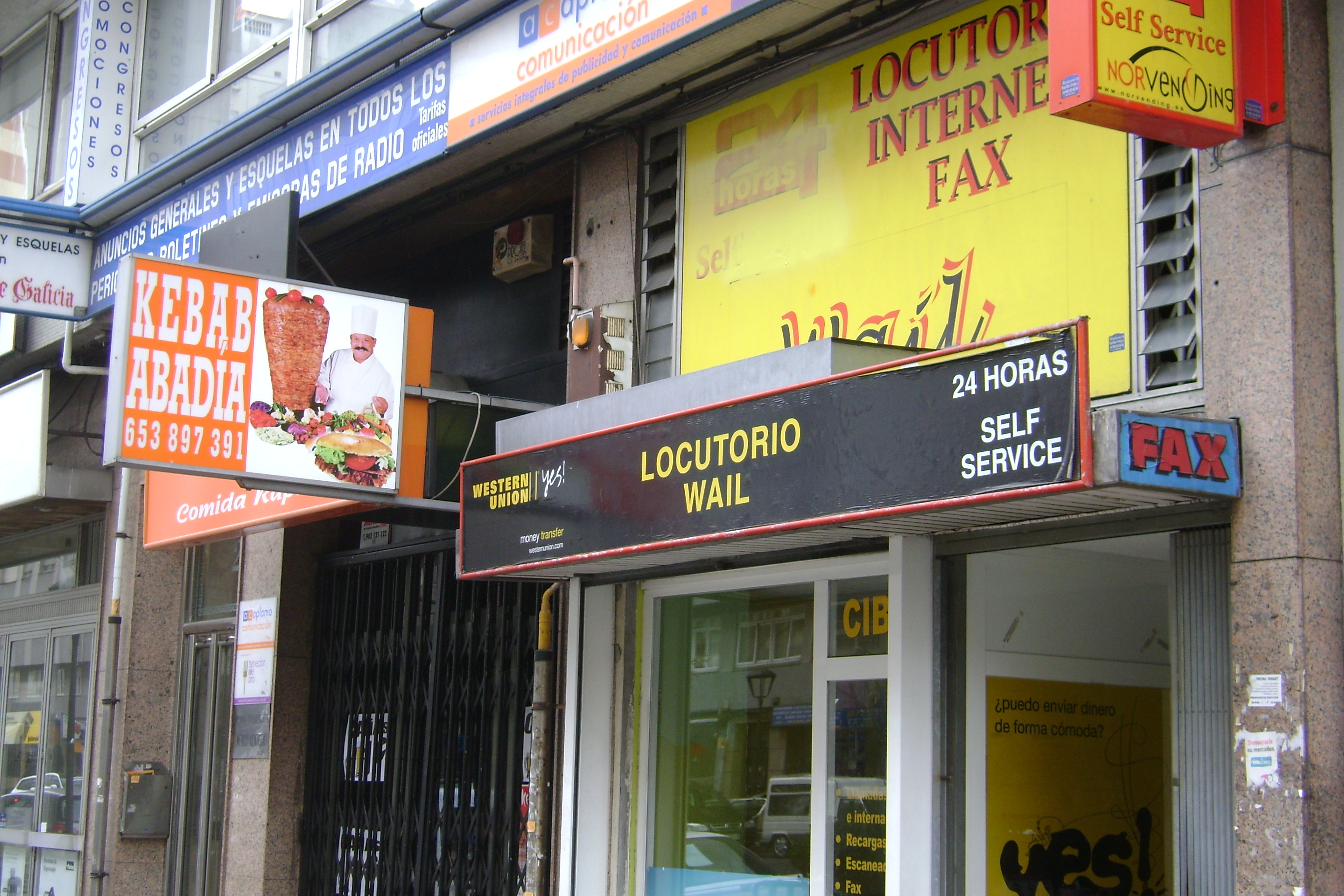
Kebab junto a un locutorio, negocios regentados por inmigrantes. Imagen situada en el barrio Agra del Orzán, uno de los más multiétnicos de La Coruña (Galicia).

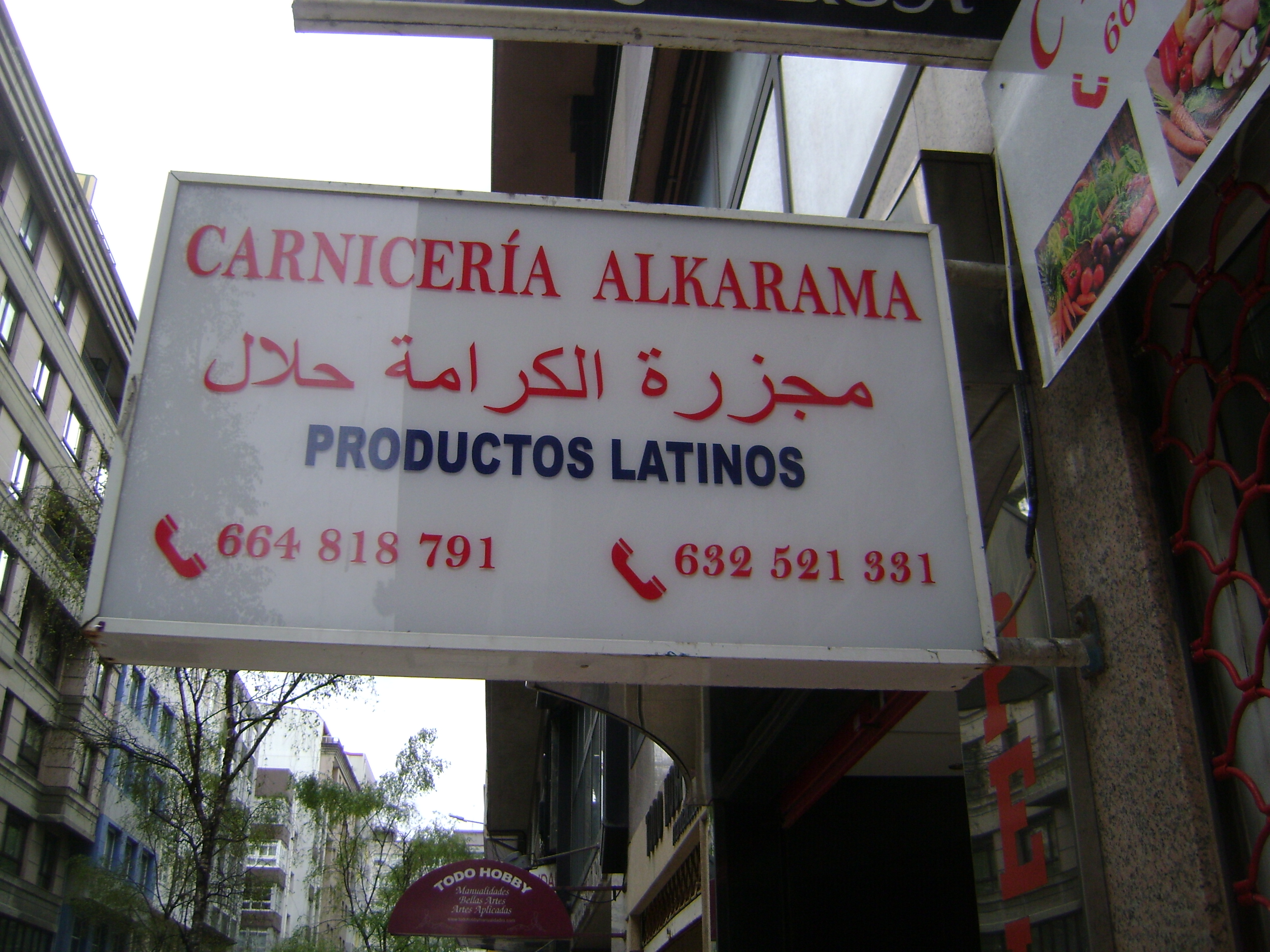
Letrero de una carnicería árabe en la que se venden productos latinos.

El dinamismo que mostró la economía española desde entonces, puede explicar el fuerte crecimiento de la inmigración. Desde el año 2000, España ha presentado una de las mayores tasas de inmigración anual del mundo (de tres a cuatro veces mayor que la tasa media de Estados Unidos, ocho veces más que la francesa. En el año 2005 solo era superada en términos relativos en el continente europeo por Chipre y Andorra.) En la actualidad, sin embargo, su tasa de inmigración neta anual llega solo al 0,99%, ocupando el puesto número 15 dentro de la Unión Europea. Es además, el noveno país de la UE con mayor porcentaje de inmigrantes, por debajo de países como Luxemburgo, Irlanda, Austria o Alemania.
España es, además, el décimo país del planeta que más inmigrantes tiene en números absolutos, por detrás de países como Estados Unidos, Rusia, Alemania, Ucrania, Francia, Canadá o el Reino Unido. En los cinco años posteriores al año 2000, la población extranjera multiplicó por cuatro, asentándose en el país casi tres millones de nuevos habitantes. Según el censo de 2014, el 10,7% de los residentes en España era de nacionalidad extranjera. A causa de la crisis económica que atraviesa España, del 2010 al 2011, se produjo un descenso por primera vez en la historia de 37 056 personas en cifras absolutas.
Durante la última década el origen de los inmigrantes se ha diversificado. En enero de 1998, los inmigrantes provenientes de la UE-15 constituían el 41,3% del total de residentes no nacidos en España. En enero de 2011, su porcentaje suponía menos del 20%. Al mismo tiempo, el mayor aumento lo registraban los inmigrantes de países europeos no incluidos en la categoría UE-15, especialmente aquellos provenientes del este europeo.
El número de inmigrantes europeos de países fuera de la UE-15 entre 1998 y 2011, y su peso porcentual en el total de la inmigración pasó de 6,6% a 21%. Considerando los países de origen de la inmigración vemos que en 1998 las cinco nacionalidades dominantes eran marroquíes (190 497), franceses (143 023), alemanes (115 395), británicos (87 808) y argentinos (61 323). En 2011 esta lista era: rumanos (809 409), marroquíes (766 187), ecuatorianos (478 894), británicos (392 577) y colombianos (372 541).
En 2011 se registra la entrada de 457 650 nuevos inmigrantes extranjeros según los datos de INE.
La aparente disminución del número de ciudadanos de origen extracomunitario en España también se debe también al número de nacionalizaciones realizadas en 2011, los cuales desaparecen de las tablas de extranjeros del INE y a otros factores como las nacionalizaciones en origen acorde con la ley de la memoria histórica, unas 300 000 en Hispanoamérica.
En 2014, la población de origen foráneo representaba el 10,7% de una población total registrada de 46,7 millones de personas. Esto contrasta con lo ocurrido a mediados de los años 1990, cuando su número era de cerca de un millón y su porcentaje rondaba el 2,5% de la población total.
En 2021, las comunidades autónomas con el mayor número de extranjeros de origen subsahariano eran principalmente Cataluña, con la población subsahariana más grande del país, seguida en menor medida por Andalucía, Comunidad Valenciana y Madrid.
La cifra de personas migrantes que han muerto en su intento por alcanzar la costa española en 2021 ha superado los 4.400.
Las ciudades de Melilla y Ceuta, enclaves españoles en el norte de África, están sometidas a una fuerte presión migratoria, ya que muchos refugiados, sobre todo del África subsahariana, buscan entrar en ellas. En 2022, la tragedia de Melilla se produjo tras el intento de casi 2.000 migrantes de cruzar ilegalmente la frontera. Unos 30 de ellos murieron en la estampida y como consecuencia de lo que la ONU calificó de "uso excesivo de la fuerza" contra los migrantes.[cita requerida]

## Distribución geográfica de extranjeros en España

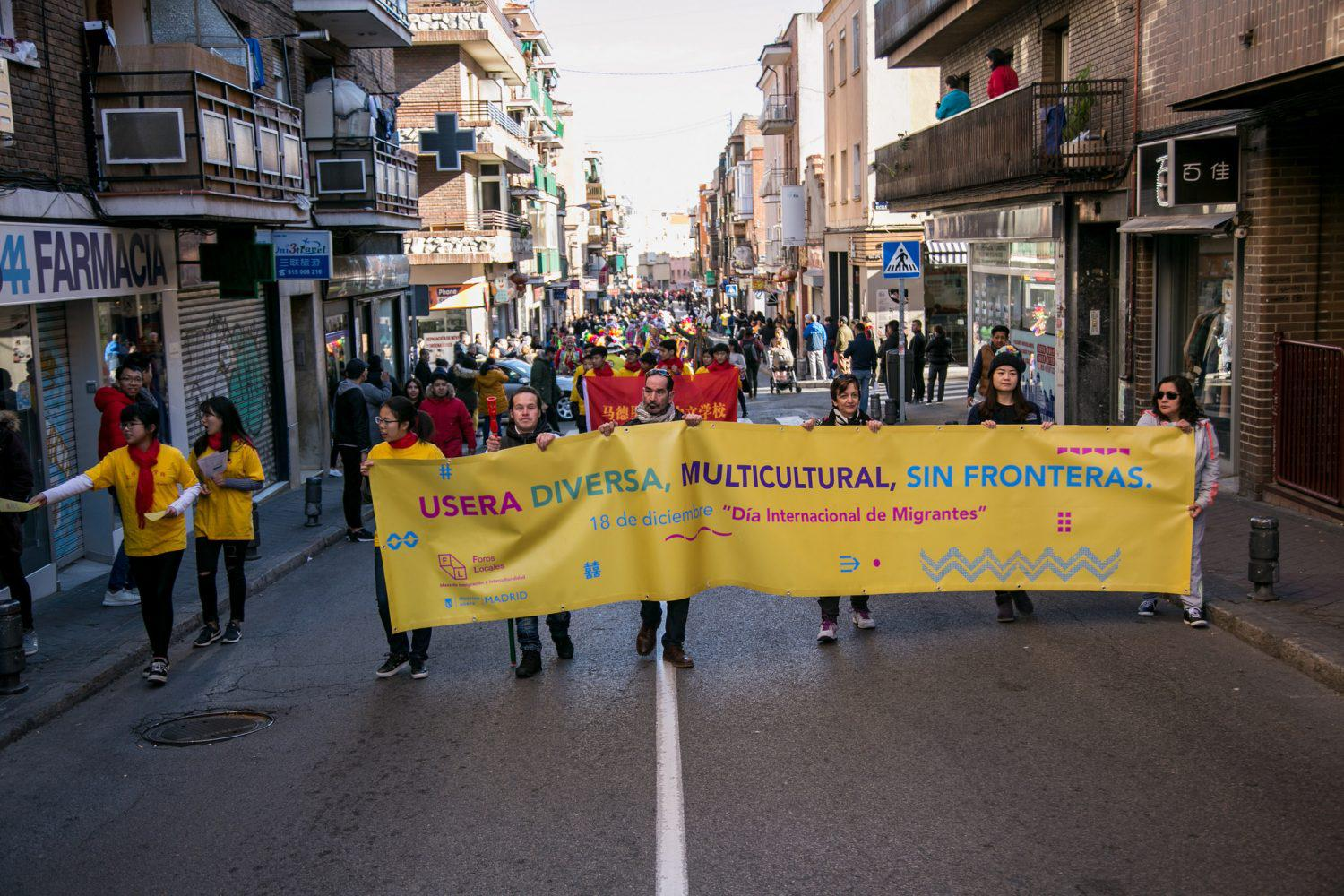
Celebración del Día Internacional del Migrante en el barrio de Usera de Madrid.

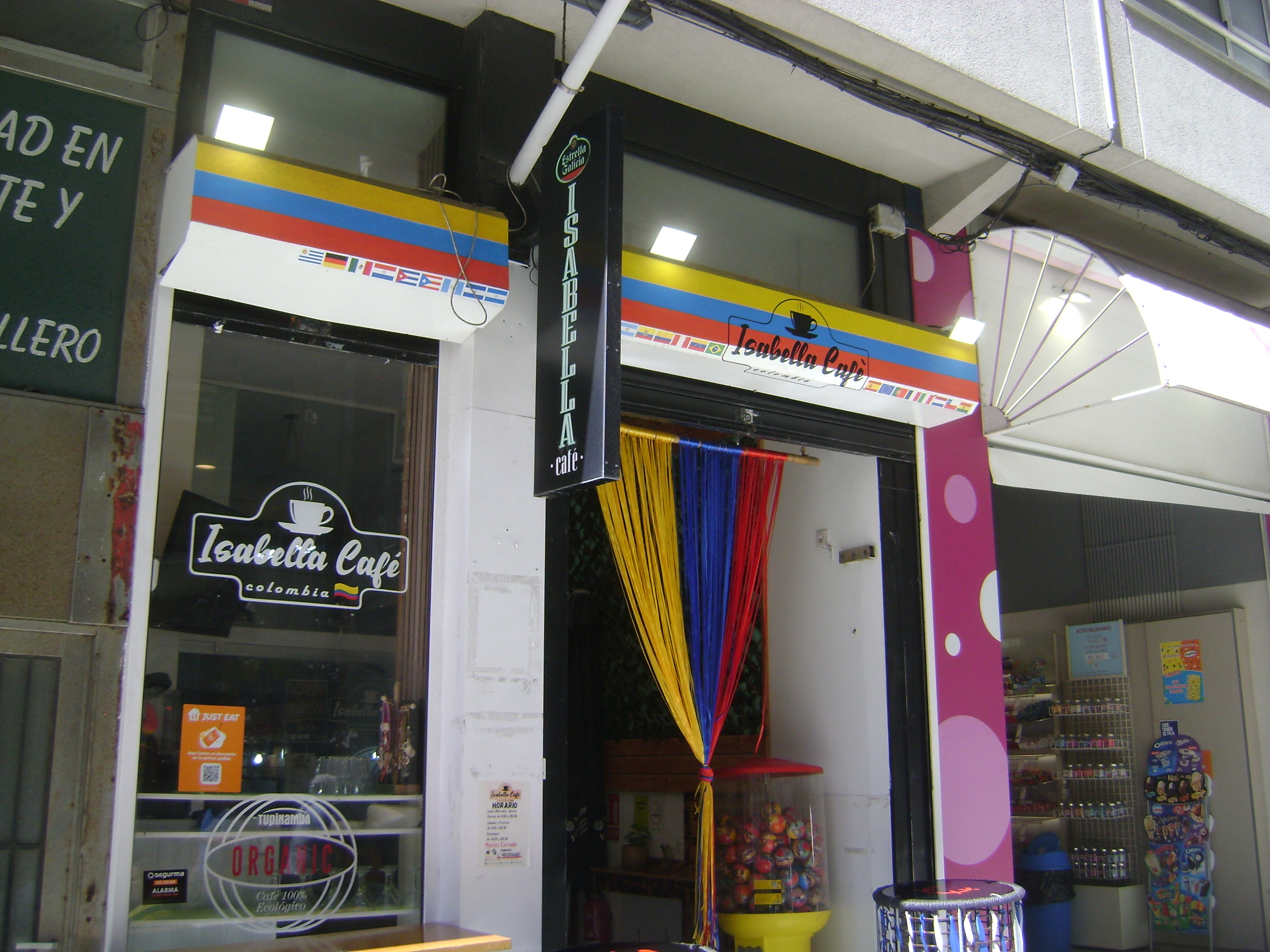
Bar colombiano en Galicia.

### Por región

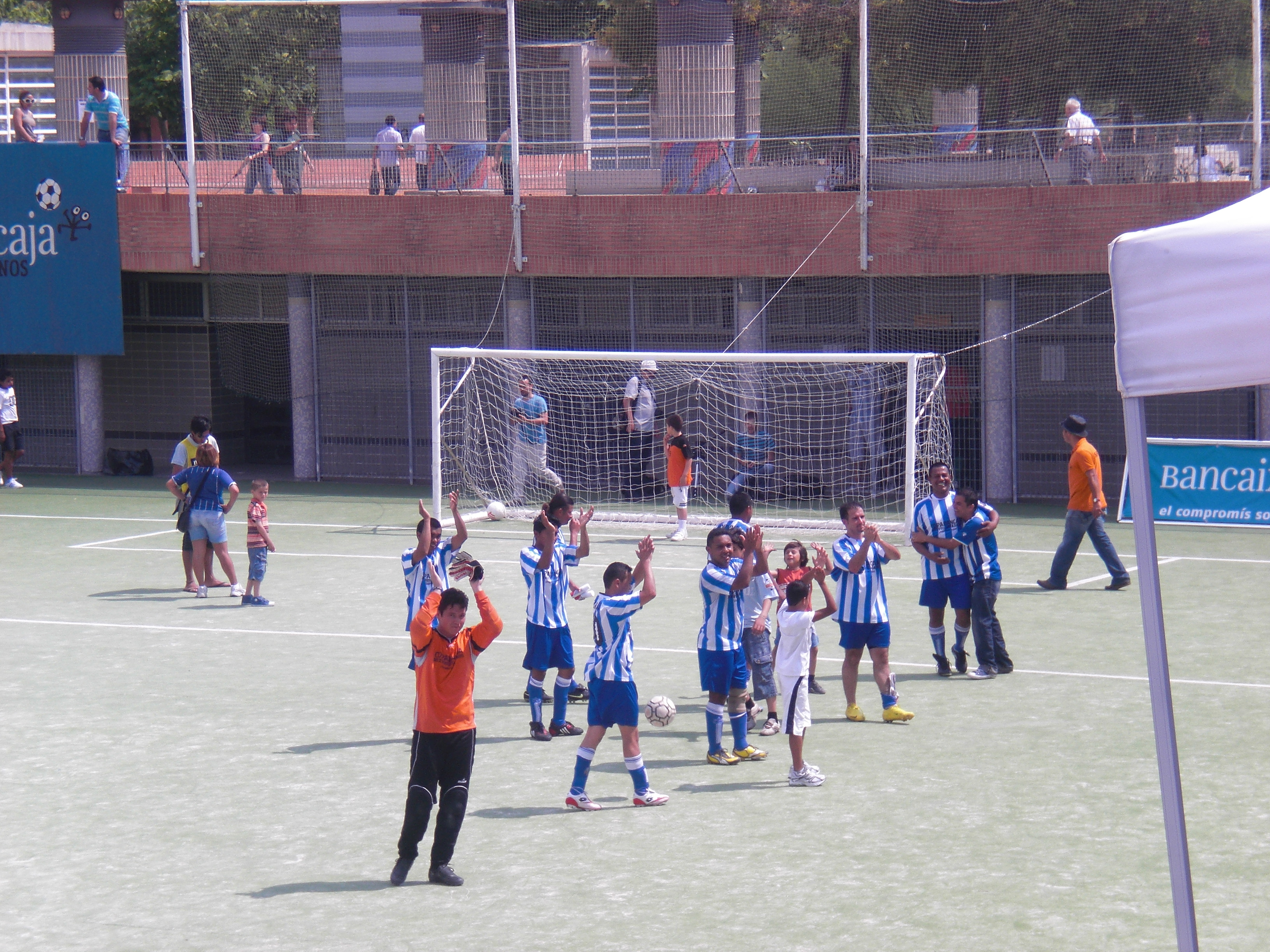
Partido de fútbol de la comunidad hondureña en Burjasot.

La población extranjera se suele concentrar en las zonas de mayor dinamismo económico del país, y por tanto con mayor necesidad de mano de obra. Así, las zonas de España con mayor proporción de inmigrantes son Madrid y su área de influencia, el arco mediterráneo y ambos archipiélagos. En el caso de los inmigrantes comunitarios, muchos buscan el poder disfrutar de un clima más suave que el de sus países de origen; de esta manera, los residentes de la Unión Europea se suelen concentrar en las costas de la Comunidad Valenciana, Andalucía, Cataluña, Baleares y Canarias. Por el contrario, las regiones con menor proporción de inmigrantes en el 2005 son Extremadura (2,3 % frente al 8,46 % nacional), Asturias (2,5 %), Galicia (2,5 %), País Vasco (3,4 %), Castilla y León (3,6 %) y Cantabria (3,7 %). Hay que señalar que el 44,81 % de todos los inmigrantes censados en España se reparten entre tan solo tres provincias (Madrid, Barcelona y Alicante).

### Por municipio
Según el censo de 2009, la localidad española con mayor proporción de extranjeros es San Fulgencio (Alicante), donde el 77,58 % de sus 12 030 habitantes no son españoles. Los únicos municipios de más de 10 000 habitantes donde los extranjeros superan a los nacionales son Rojales (65,25 % de extranjeros), Teulada (60,37 %), Calpe (58,61 %), Jávea (51,22 %) y Alfaz del Pi (50,89 %), todos ellos en la provincia de Alicante, que es la provincia con mayor porcentaje de inmigrantes del país. La ciudad de más de 50 000 habitantes con mayor proporción de extranjeros es Torrevieja (con un 47,65 % de foráneos sobre 84 348 habitantes), también en Alicante, y la capital de provincia con mayor porcentaje es Barcelona (21,52 % sobre 1 664 182 habitantes).[cita requerida]

### Por nacionalidad
Por otro lado, la distribución geográfica de los inmigrantes depende también en gran medida de su nacionalidad. En Madrid y Cataluña, la suma de iberoamericanos y africanos (contando magrebíes) representa en ambas comunidades dos tercios de los inmigrantes, si bien en Cataluña hay el doble de africanos que de iberoamericanos y en Madrid sucede lo contrario. Los marroquíes son la colonia más numerosa en Cataluña y Andalucía, y el 75,51 % de todos los pakistaníes del país se encuentran en Cataluña. La mayor parte de los ecuatorianos se encuentran entre Madrid (un 34 % de ellos en 2005), Barcelona y Murcia. Los británicos son mayoritarios en Alicante y Málaga; los alemanes, en Baleares y Canarias. Por su parte, casi la mitad de los rumanos de España residen entre Madrid y Castellón.

## Origen de los inmigrantes

### Por continente y región

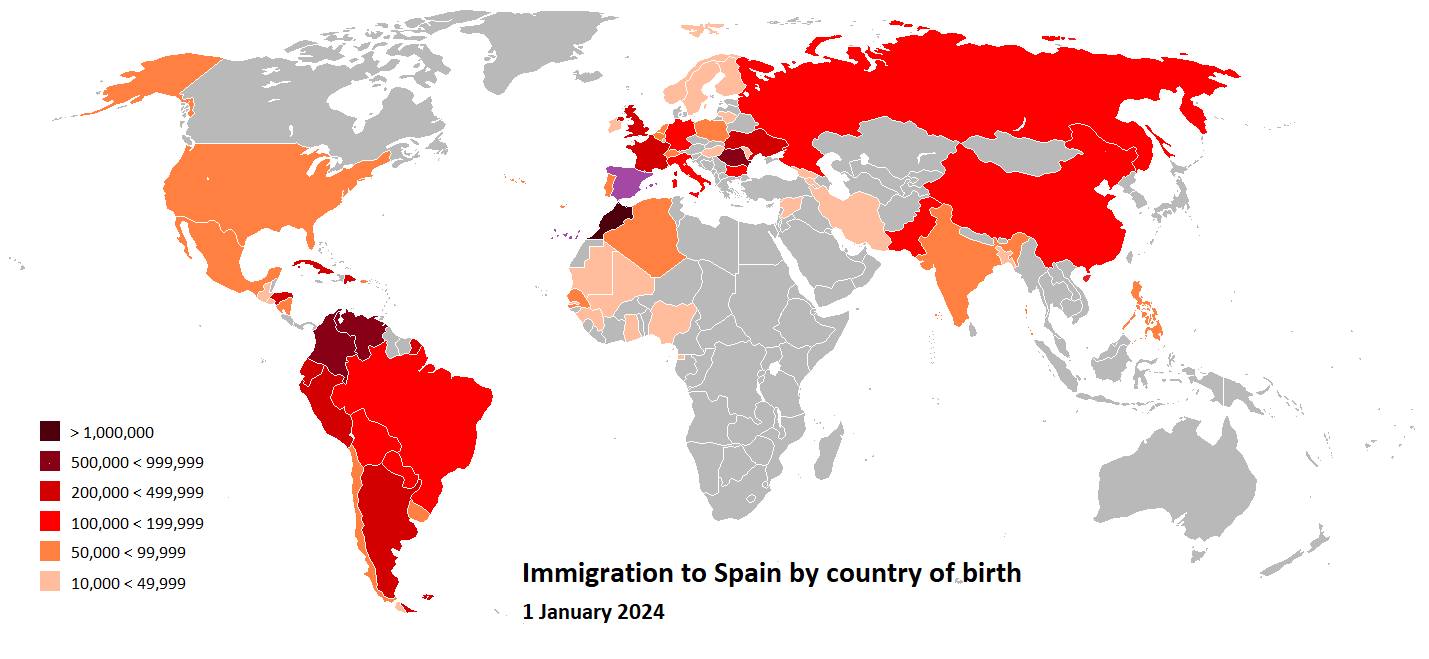
Países de nacimiento de la población inmigrante en España a 1 de enero de 2024.

La inmigración en España es muy variada y está dominada por la procedente de áreas culturalmente cercanas. En España, la mayoría de los inmigrantes provienen de Iberoamérica (el 36,21% del total de extranjeros afincados en España, según el censo INE 2006); les siguen después los procedentes de la UE (34,45%) y del Norte de África (14,83%). A gran distancia se encuentran los extranjeros provenientes de la Europa no comunitaria (4,40%), el África subsahariana (4,12%), el Extremo Oriente (2,72%), el Subcontinente indio (1,67%), América del Norte (0,66%) y Filipinas (0,48%). Del resto de Asia y de Oceanía solo son originarios el 0,50% restante, mientras que están registrados un 0,02% de apátridas.
| Población inmigrante en España por área de origen (INE 2011 y 2024) | Población inmigrante en España por área de origen (INE 2011 y 2024) | Población inmigrante en España por área de origen (INE 2011 y 2024) | Población inmigrante en España por área de origen (INE 2011 y 2024) | Población inmigrante en España por área de origen (INE 2011 y 2024) | Población inmigrante en España por área de origen (INE 2011 y 2024) | Población inmigrante en España por área de origen (INE 2011 y 2024)                        | Población inmigrante en España por área de origen (INE 2011 y 2024) |
|                                                                     | Área de origen                                                      | Población (2011)                                                    | Población (2024)                                                    | % total de pob. inmigrante (2011)                                   | % total de pob. inmigrante (2024)                                   | Principales países de nacimiento (más de 50 000 personas) (2024)                           |                                                                     |
| ------------------------------------------------------------------- | ------------------------------------------------------------------- | ------------------------------------------------------------------- | ------------------------------------------------------------------- | ------------------------------------------------------------------- | ------------------------------------------------------------------- | ------------------------------------------------------------------------------------------ | ------------------------------------------------------------------- |
| 1                                                                   | América del Sur                                                     | 1 426 380                                                           | 3 380 878                                                           | 24,8%                                                               | 38,0%                                                               | Argentina, Bolivia, Brasil, Chile, Colombia, Ecuador, Paraguay, Perú, Uruguay y Venezuela. |                                                                     |
| 2                                                                   | Unión Europea (UE)                                                  | 2 395 358                                                           | 1 592 472                                                           | 41,6%                                                               | 18,0%                                                               | Alemania, Bélgica, Bulgaria, Francia, Italia, Países Bajos, Polonia, Portugal y Rumania.   |                                                                     |
| 3                                                                   | África                                                              | 1 084 793                                                           | 1 524 788                                                           | 18,9%                                                               | 17,0%                                                               | Argelia, Marruecos y Senegal.                                                              |                                                                     |
| 4                                                                   | Resto de Europa                                                     | 234 264                                                             | 812 479                                                             | 4,1%                                                                | 9,0%                                                                | Reino Unido, Rusia, Suiza y Ucrania.                                                       |                                                                     |
| 5                                                                   | América Central y el Caribe                                         | 207 375                                                             | 791 615                                                             | 3,6%                                                                | 9,0%                                                                | Cuba, Honduras, Nicaragua y República Dominicana.                                          |                                                                     |
| 6                                                                   | Asia                                                                | 343 731                                                             | 567 391                                                             | 6,0%                                                                | 6,0%                                                                | China, Filipinas, India y Pakistán.                                                        |                                                                     |
| 7                                                                   | América del Norte                                                   | 54 903                                                              | 158 439                                                             | 1,0%                                                                | 3,0%                                                                | Estados Unidos y México.                                                                   |                                                                     |
| 8                                                                   | Oceanía                                                             | 2 483                                                               | 10 172                                                              | 0,4%                                                                | 0,5%                                                                | -                                                                                          |                                                                     |
|                                                                     | Total                                                               | 5 751 487 (12,2% de pob. nacional)                                  | 8 838 234 (18,0% de pob. nacional)                                  | 100%                                                                | 100%                                                                | -                                                                                          |                                                                     |

### Por país de nacimiento

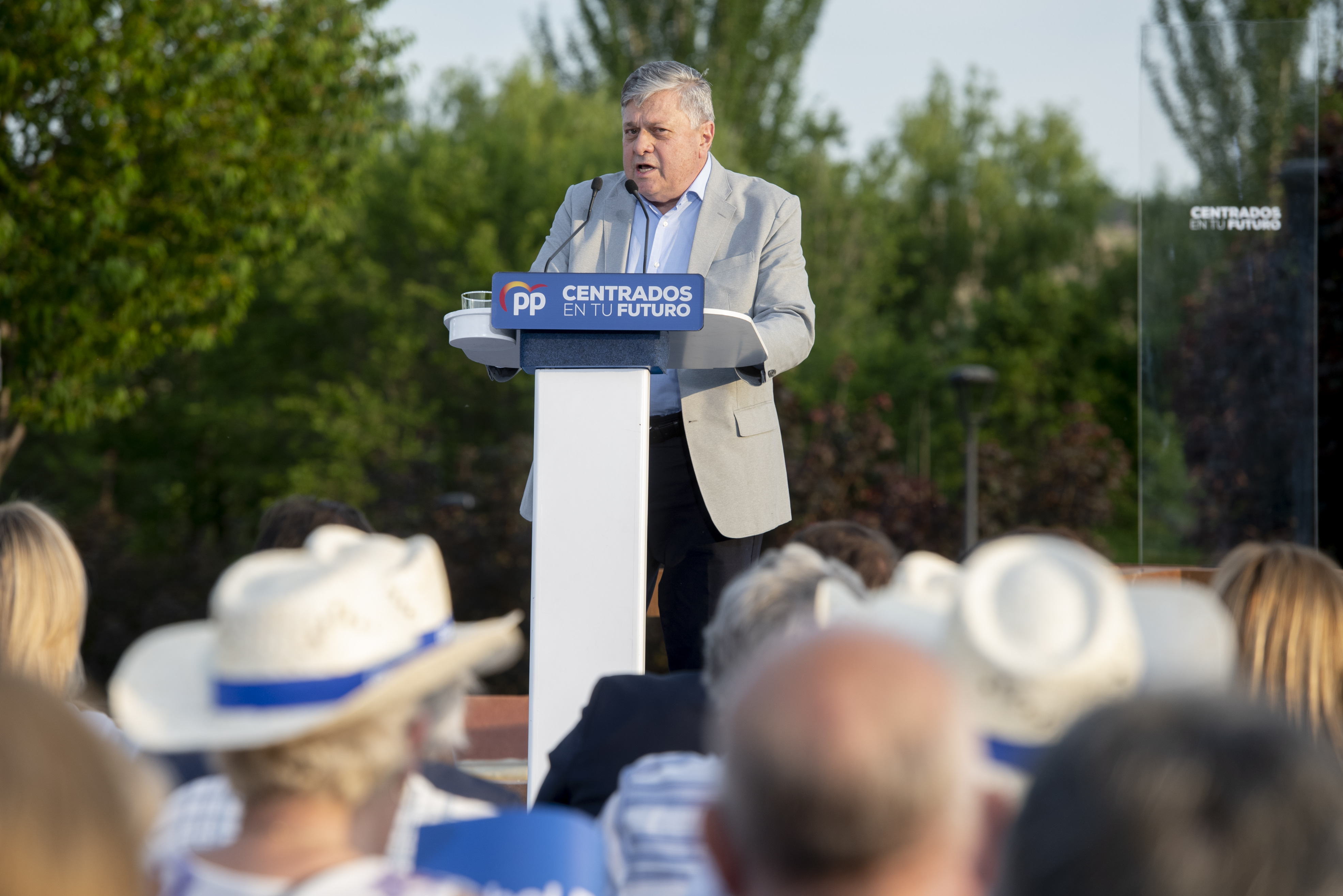
El empresario y político Leopoldo López Gil, inmigrante venezolano y nacionalizado español, ejemplo de la creciente inmigración venezolana en España. En 2021, se estimó que la población venezolana en España había aumentado a 415.000 personas.

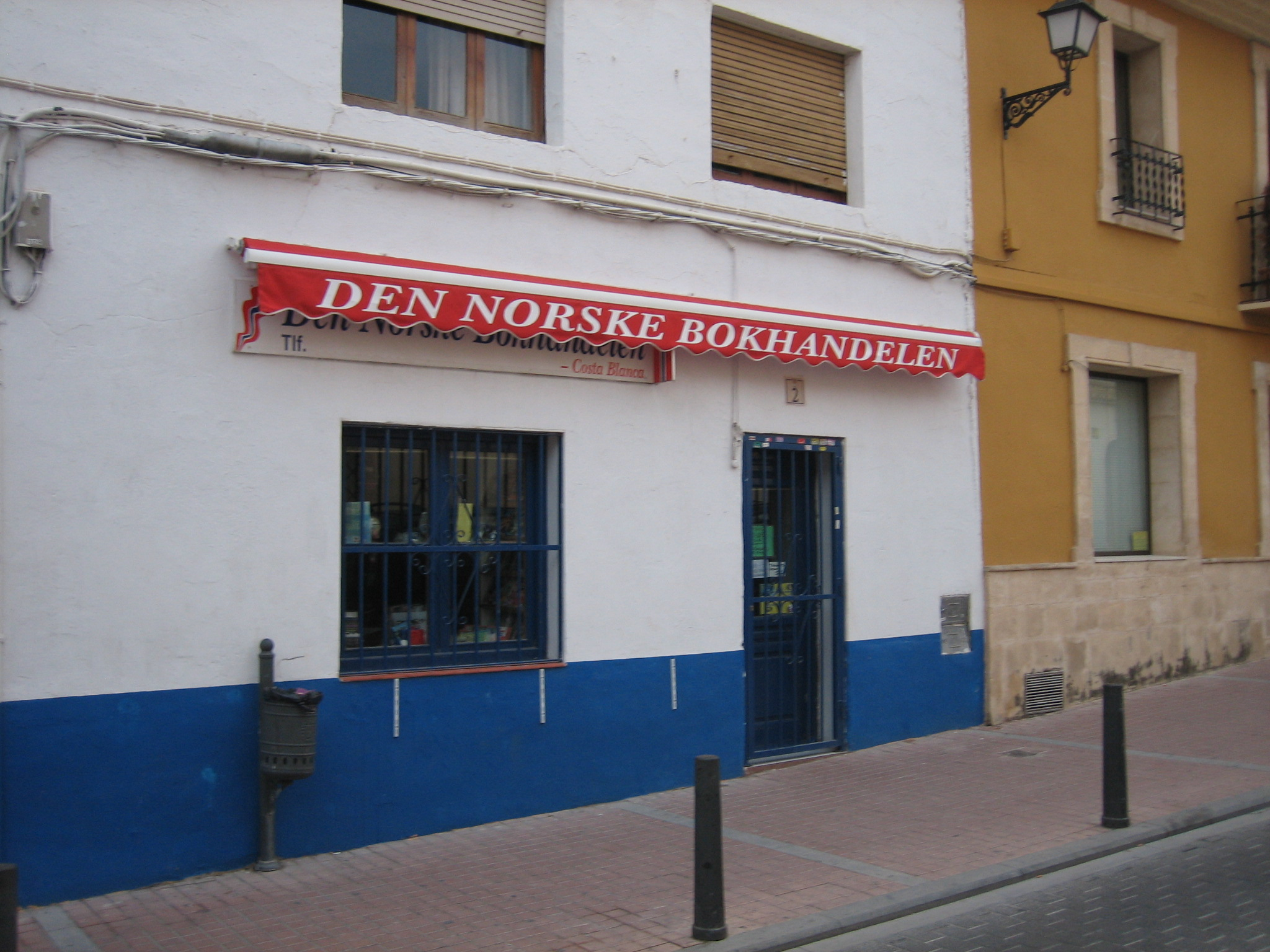
Tienda de productos noruegos en Alfaz del Pi (Alicante), la segunda colonia de noruegos más grande del mundo fuera de Noruega.

Población por lugar de nacimiento a 1 de enero de 2024, 2023, y 2002, con más de 50.000 personas en 2024:
| País                | 2024      | 2023      | 2002      |
| ------------------- | --------- | --------- | --------- |
| 1. Marruecos        | 1 092 892 | 1 026 371 | 328 252   |
| 2. Colombia         | 856 616   | 715 655   | 202 782   |
| 3. Venezuela        | 599 769   | 518 918   | 68 924    |
| 4. Rumania          | 532 456   | 538 699   | 68 440    |
| 5. Ecuador          | 448 643   | 430 837   | 242 522   |
| 6. Argentina        | 415 987   | 373 069   | 111 705   |
| 7. Perú             | 378 924   | 322 407   | 56 157    |
| 8. Reino Unido      | 285 093   | 293 696   | 117 264   |
| 9. Cuba             | 223 532   | 198 639   | 52 701    |
| 10. Francia         | 217 247   | 215 283   | 160 275   |
| 11. Ucrania         | 215 700   | 197 192   | 25 942    |
| 12. Honduras        | 201 319   | 177 616   | 3 730     |
| 13. Rep. Dominicana | 201 162   | 193 653   | 45 887    |
| 14. China           | 198 805   | 192 346   | 31 233    |
| 15. Bolivia         | 189 285   | 183 734   | 15 121    |
| 16. Brasil          | 179 033   | 167 265   | 34 980    |
| 17. Alemania        | 177 715   | 176 496   | 142 500   |
| 18. Italia          | 160 201   | 154 749   | 28 680    |
| 19. Paraguay        | 146 047   | 127 767   | 2 336     |
| 20. Rusia           | 134 068   | 118 801   | 15 634    |
| 21. Pakistán        | 123 882   | 114 693   | 12 289    |
| 23. Bulgaria        | 104 756   | 106 680   | 31 181    |
| 24. Portugal        | 96 171    | 95 171    | 58 203    |
| 25. Senegal         | 95 812    | 91 568    | 12 414    |
| 26. Uruguay         | 89 595    | 86 620    | 25 993    |
| 27. Argelia         | 87 854    | 79 026    | 30 709    |
| 28. Nicaragua       | 87 786    | 80 013    | 2 123     |
| 29. México          | 79 581    | 72 669    | 22 282    |
| 30. Chile           | 76 638    | 70 307    | 19 786    |
| 31. Estados Unidos  | 69 171    | 64 227    | 22 494    |
| 32. India           | 65 799    | 60 679    | 9 800     |
| 33. Suiza           | 59 718    | 59 406    | 54 156    |
| 34. Países Bajos    | 57 711    | 55 312    | 24 465    |
| 35. Filipinas       | 57 498    | 54 807    | 18 028    |
| 36. Polonia         | 54 832    | 52 289    | 18 111    |
| 37. Bélgica         | 54 776    | 53 460    | 29 384    |
| TOTAL               | 8 838 234 | 8 204 206 | 2 334 098 |

### Por nacionalidad
Por nacionalidades, las más presentes son la marroquí (que ha experimentado un retroceso en los últimos años debido a la concesión de nacionalidad española a decenas de miles de ciudadanos marroquíes), la rumana, la británica, la italiana y la ecuatoriana. En la tabla siguiente se describe el crecimiento registrado por las comunidades de extranjeros más grandes de España en 2007, y entre los censos de 2001 y 2006. Las que más crecieron en este periodo fueron la paraguaya (+2980%, aunque partiendo desde niveles muy bajos), la boliviana (+2012%) y la rumana (+1187%). Existe también una importante comunidad de Guinea Ecuatorial, pero muchos de los inmigrantes que llegaron de ese país (en la mayoría de los casos por motivos políticos) son ciudadanos españoles de pleno derecho al haber nacido durante la colonización española del mismo.
| Puesto                                  | País                                    | 2024      | 2022      | 2020      | 2012      | 2001      | 2000    | Núcleos                   |
| --------------------------------------- | --------------------------------------- | --------- | --------- | --------- | --------- | --------- | ------- | ------------------------- |
| 1                                       | Marruecos                               | 920 693   | 714 243   | 709 945   | 788 563   | 233 415   | 173 158 | Marroquíes en España      |
| 2                                       | Rumania                                 | 620 463   | 627 478   | 667 378   | 897 137   | 31 641    | 6 410   | Rumanos en España         |
| 3                                       | Colombia                                | 578 477   | 314 679   | 273 050   | 273 176   | 87 209    |         | Colombianos en España     |
| 4                                       | Italia                                  | 325 358   | 275 654   | 252 008   | 191 713   | 34 689    | 27 874  | Italianos en España       |
| 5                                       | Venezuela                               | 325 254   | 212 064   | 189 110   | 58 916    | 16 549    | 12 119  | Venezolanos en España     |
| 6                                       | Reino Unido                             | 272 404   | 293 171   | 262 885   | 397 892   | 107 326   | 99 017  | Británicos en España      |
| 7                                       | China                                   | 226 718   | 223 999   | 232 807   | 175 813   | 27 574    |         | Chinos en España          |
| 8                                       | Perú                                    | 219 643   | 120 255   | 106 712   | 102 851   | 34 975    |         | Peruanos en España        |
| 9                                       | Ucrania                                 | 210 012   | 111 320   | 111 443   | 88 438    | 10 318    |         | Ucranianos en España      |
| 10                                      | Honduras                                | 171 771   | 134 125   | 121 963   | 36 016    |           |         | Hondureños en España      |
| 11                                      | Argentina                               | 137 089   | 97 257    | 89 029    | 108 390   | 32 429    | 23 351  | Argentinos en España      |
| 12                                      | Alemania                                | 128 049   | 116 122   | 111 937   | 196 729   | 99 217    | 88 651  | Alemanes en España        |
| 13                                      | Ecuador                                 | 124 750   | 119 885   | 130 919   | 306 380   | 139 022   |         | Ecuatorianos en España    |
| 14                                      | Francia                                 | 123 420   | 115 320   | 108 275   | 121 513   | 51 582    | 46 375  | Franceses en España       |
| 15                                      | Bulgaria                                | 112 834   | 114 522   | 122 375   | 176 216   | 12 035    |         | Búlgaros en España        |
| 16                                      | Paraguay                                | 111 136   | 83 965    | 87 045    | 77 536    | 928       |         | Paraguayos en España      |
| 17                                      | Pakistán                                | 108 594   | 100 496   | 97 705    | 79 626    | 8 274     | 4 195   | Pakistaníes en España     |
| 18                                      | Portugal                                | 106 843   | 98 874    | 97 628    | 138 501   | 47 064    | 43 339  | Portugueses en España     |
| 19                                      | Rusia                                   | 106 375   | 82 380    | 82 788    | 57 275    | 10 047    | 5 199   | Rusos en España           |
| 20                                      | Brasil                                  | 101 779   | 91 045    | 98 655    | 99 043    | 17 078    | 11 126  | Brasileños en España      |
| 21                                      | Senegal                                 | 89 207    | 83 260    | 76 973    | 63 491    | 10 627    |         | Senegaleses en España     |
| 22                                      | Cuba                                    | 79 614    | 63 618    | 64 634    | 54 627    | 24 534    | 17 814  | Cubanos en España         |
| 23                                      | Argelia                                 | 74 758    | 63 964    | 66 893    | 62 432    | 18 265    | 10 759  | Argelinos en España       |
| 24                                      | Nicaragua                               | 72 482    | 60 681    | 57 530    |           |           |         | Nicaragüenses en España   |
| 25                                      | Bolivia                                 | 71 236    | 79 233    | 92 630    | 184 706   | 6619      |         | Bolivianos en España      |
| 26                                      | República Dominicana                    | 66 360    | 69 399    | 75 261    | 92 231    | 31 153    | 24 847  | Dominicanos en España     |
| 27                                      | Polonia                                 | 59 132    | 52 882    | 53 418    | 84 197    | 13 469    | 8 164   | Polacos en España         |
| 28                                      | Países Bajos                            | 58 048    | 50 278    | 46 891    | 55 388    | 23 146    | 21 763  | Neerlandeses en España    |
| 29                                      | India                                   | 56 144    | 51 440    | 54 387    | 35 888    | 7 996     | 6 807   | Indios en España          |
| 30                                      | Estados Unidos                          | 50 623    | 41 953    | 40 712    | 27 856    | 17 457    | 15 720  | Estadounidenses en España |
| Total de población inmigrante en España | Total de población inmigrante en España | 6 502 280 | 5 440 148 | 5 423 198 | 5 736 258 | 1 370 657 | 923 879 |                           |

### Por nacionalizados español al año
Adquisiciones de nacionalidad española de residentes en España, del 1 de enero al 31 de diciembre del 2024, 2023 y 2022, con más de 1.000 personas:
| País                    | 2024    | 2023    | 2022    |
| ----------------------- | ------- | ------- | ------- |
| 1. Marruecos            | 42 910  | 54 027  | 55 463  |
| 2. Venezuela            | 35 403  | 30 154  | 8 036   |
| 3. Colombia             | 26 224  | 18 738  | 11 125  |
| 4. Honduras             | 15 574  | 11 189  | 5 778   |
| 5. Ecuador              | 10 871  | 11 326  | 10 845  |
| 6. Perú                 | 10 480  | 8 489   | 5 152   |
| 7. Cuba                 | 8 045   | 9 790   | 4 780   |
| 8. República Dominicana | 9 452   | 10 275  | 8 100   |
| 9. Argentina            | 8 558   | 7 208   | 3 792   |
| 10. Bolivia             | 8 385   | 9 103   | 9 016   |
| 11. Nicaragua           | 7 167   | 5 160   | 2 756   |
| 12. Pakistán            | 6 395   | 6 829   | 6 400   |
| 13. Rumania             | 5 973   | 4 932   | 4 217   |
| 14. Paraguay            | 5 401   | 4 947   | 4 172   |
| 15. Brasil              | 5 312   | 5 759   | 3 831   |
| 16. México              | 3 066   | 2 720   | 1 521   |
| 17. Senegal             | 2 648   | 2 712   | 2 438   |
| 18. Ucrania             | 2 588   | 2 603   | 3 206   |
| 18. Rusia               | 2 588   | 2 246   | 1 733   |
| 20. Nigeria             | 2 281   | 2 398   | 2 855   |
| 21. Chile               | 2 213   | 2 020   | 1 380   |
| 22. Argelia             | 2 140   | 2 233   | 2 228   |
| 23. India               | 2 125   | 2 450   | 2 414   |
| 24. Italia              | 1 864   | 1 395   | 1 214   |
| 25. Uruguay             | 1 579   | 1 635   | 1 248   |
| 26. Filipinas           | 1 294   | 877     | 1 132   |
| 27. Bangladés           | 1 226   | 1 216   | 1 261   |
| 28. Ghana               | 1 132   | 1 084   | 871     |
| 29. Guinea Ecuatorial   | 1 045   | 874     | 849     |
| 30. Francia             | 1 039   | 425     | 247     |
| TOTAL                   | 252 476 | 240 208 | 181 581 |

## Inmigrantes regulares en España

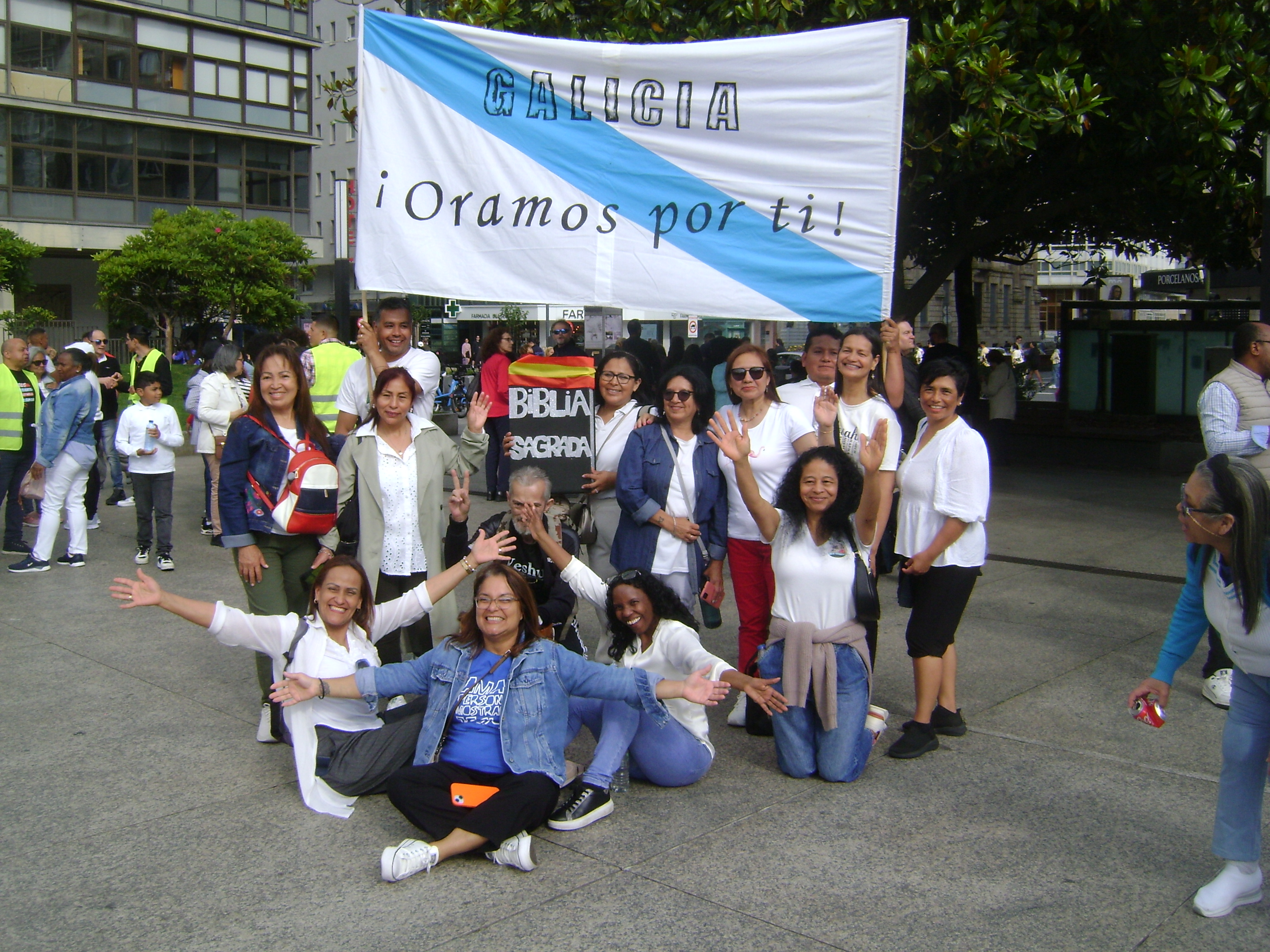
Grupo de inmigrantes evangélicos en La Coruña, Galicia.

Se trata de los extranjeros con certificado de registro o tarjeta de residencia en vigor, ambas estadísticas proceden de ficheros cedidos por la Dirección General de la Policía y de la Guardia Civil y explotados por el Observatorio Permanente de la Inmigración. Estas cifras no tienen en cuenta los trabajadores transfronterizos, los solicitantes de asilo, los apátridas, los que se encuentran en España en situación de estancia, y los que tenían caducada su documentación y estaban en trámites de renovarla. 
A 1 de julio de 2025, y teniendo en cuenta estas consideraciones, la cifra de inmigrantes regulares en España era de 7 050 174, mientras que en el 2000 solo había 923 879. Estimaciones sitúan la población irregular de España en 686.111 inmigrantes a 1 de enero de 2023 (17% de la población extranjera “no comunitaria”).
Una gran parte del descenso de ciudadanos latinoamericanos es debido a la nacionalización de estos ciudadanos que una vez obtenida la nacionalidad española, ya cuentan como ciudadanos españoles y no como inmigrantes. La mayor parte de nacionalizaciones hechas en España a principios de la década de 2010 ha sido por parte de Ecuatorianos, Colombianos y Bolivianos. En los últimos años, un gran número de marroquíes, venezolanos y colombianos se han convertido en ciudadanos españoles.
Según régimen de residencia, de los 4 572 807 inmigrantes que había en 2017, 2 562 032 extranjeros (el 53,47% del total) están incluidos en el Régimen General y 2 229 200 (el 46,53%) al Régimen Comunitario, del que forman parte los nacionales de países de la Unión Europea, así como sus familiares y los familiares de españoles carentes de nacionalidad española.
Del total de certificados de registro o tarjetas de residencia en vigor a 31 de marzo de 2008, el 21,6% corresponde a autorizaciones de trabajo por cuenta ajena, el 0,3% a autorizaciones de trabajo por cuenta propia, el 10,8% es de residencia no lucrativa (no da derecho a trabajar), el 20,4% es de tipo permanente, permitiendo residir y trabajar en las mismas condiciones que los españoles, y el 46,8% restante es un certificado de registro o tarjeta de residencia perteneciente a un ciudadano comunitario o familiar (Régimen Comunitario).
Dentro de los países que tienen los mayores porcentajes de inmigrantes regulares en España (2009), destacan Portugal (97,6%) y Reino Unido (96,9%).[cita requerida]

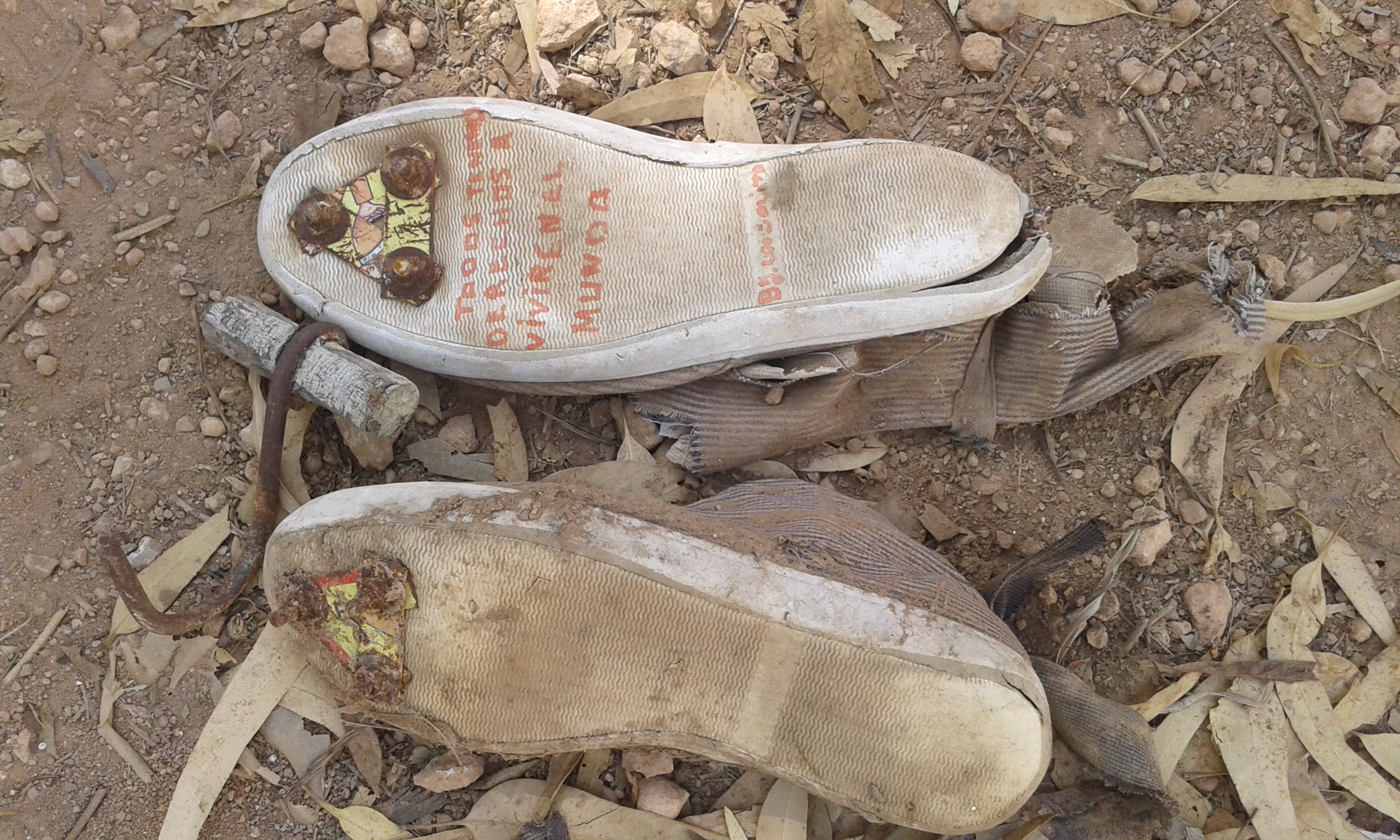
Fotografía de unas zapatillas con clavos en las suelas y un garfio de metal, que los inmigrantes indocumentados utilizan para escalar las vallas de Ceuta y Melilla.

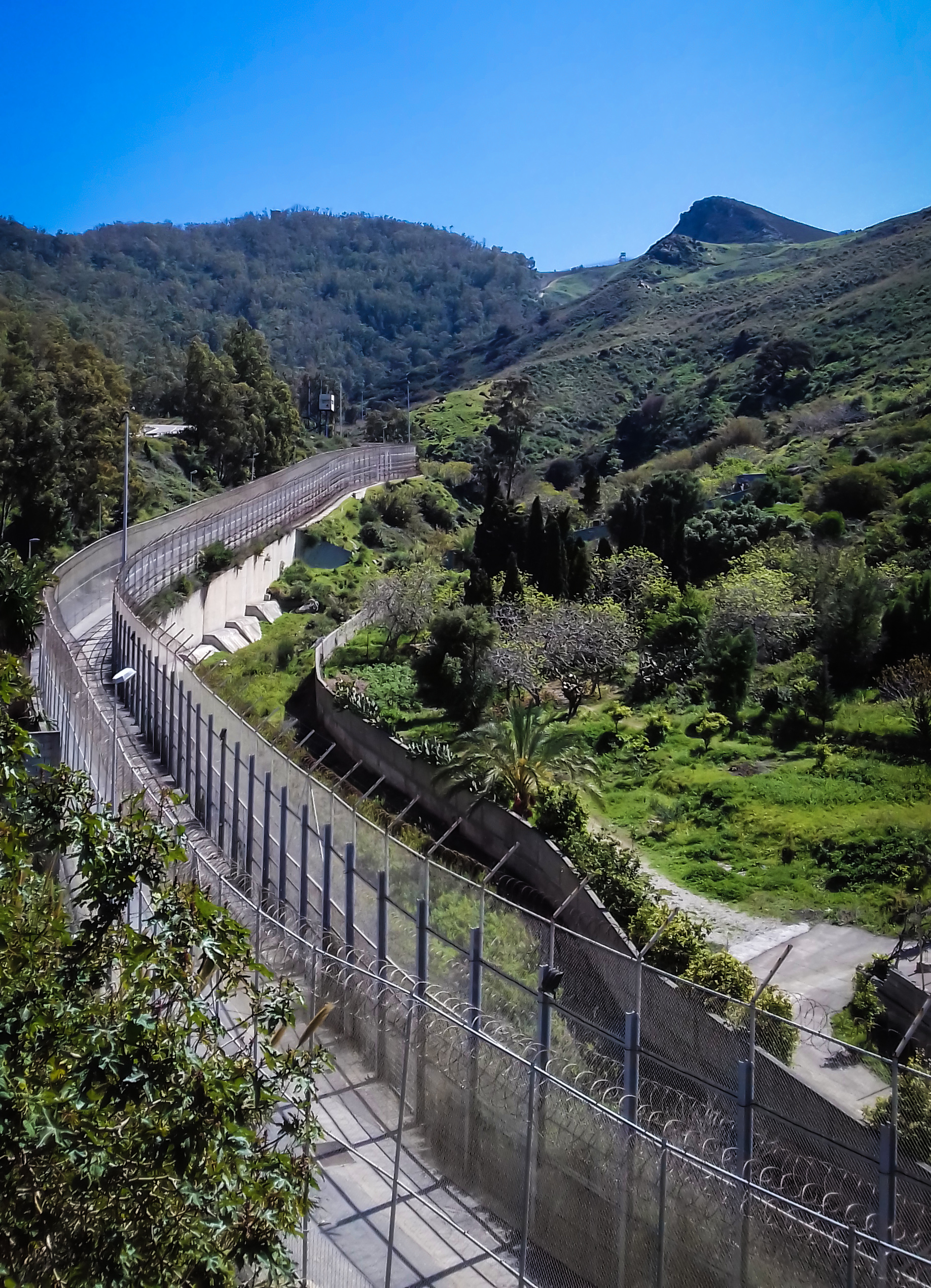
La valla de Ceuta entre España y Marruecos, construida para dificultar la inmigración ilegal a España y el contrabando comercial.

## Adquisición de la nacionalidad española
Los nacionales originarios de Andorra, Filipinas, Guinea Ecuatorial, Iberoamérica, Portugal o sefardíes, pueden solicitar la nacionalidad española en el momento de cumplir dos años de residencia legal y continuada en España, adquiriendo así la doble nacionalidad. Recientemente, también se ha propuesto la misma jurisdicción para los nacionales originarios de Francia, Italia y Rumania.
Desde 2014, se han endurecido los requisitos para conseguir la nacionalidad española, lo cual ha disminuido el número de personas que logran conseguir la nacionalidad, bajando de su pico alto de 225.793 concesiones en 2013. A pesar de esto, España sigue siendo de los países europeos que más concesiones de nacionalidad otorga. En 2015, España fue el tercer país de la UE que más extranjeros nacionalizó, por detrás de Italia y Reino Unido. En 2020, España era el segundo país de la Unión Europea tras Italia con el mayor número de concesiones, el 17% del total europeo. Desde 2021, el partido de derecha populista, Vox, ha propuesto endurecer aún más los requisitos a los extranjeros que tienen la condición de refugiados debido a la inmigración irregular.
En 2021, España otorgó la nacionalidad española a 144.012 residentes extranjeros en el país. Entre estos, el mayor número de concesiones eran a: 42.000 (o 29,2% del total) de Marruecos, seguido por 8.328 (5,8%) de Colombia, 8.325 (5,8%) de Ecuador, 8.311 (5,8%) de Bolivia y 6.791 (4,7%) de la República Dominicana. En total, más de la mitad que logró adquirir la nacionalidad española provenía de Hispanoamérica.

## Características

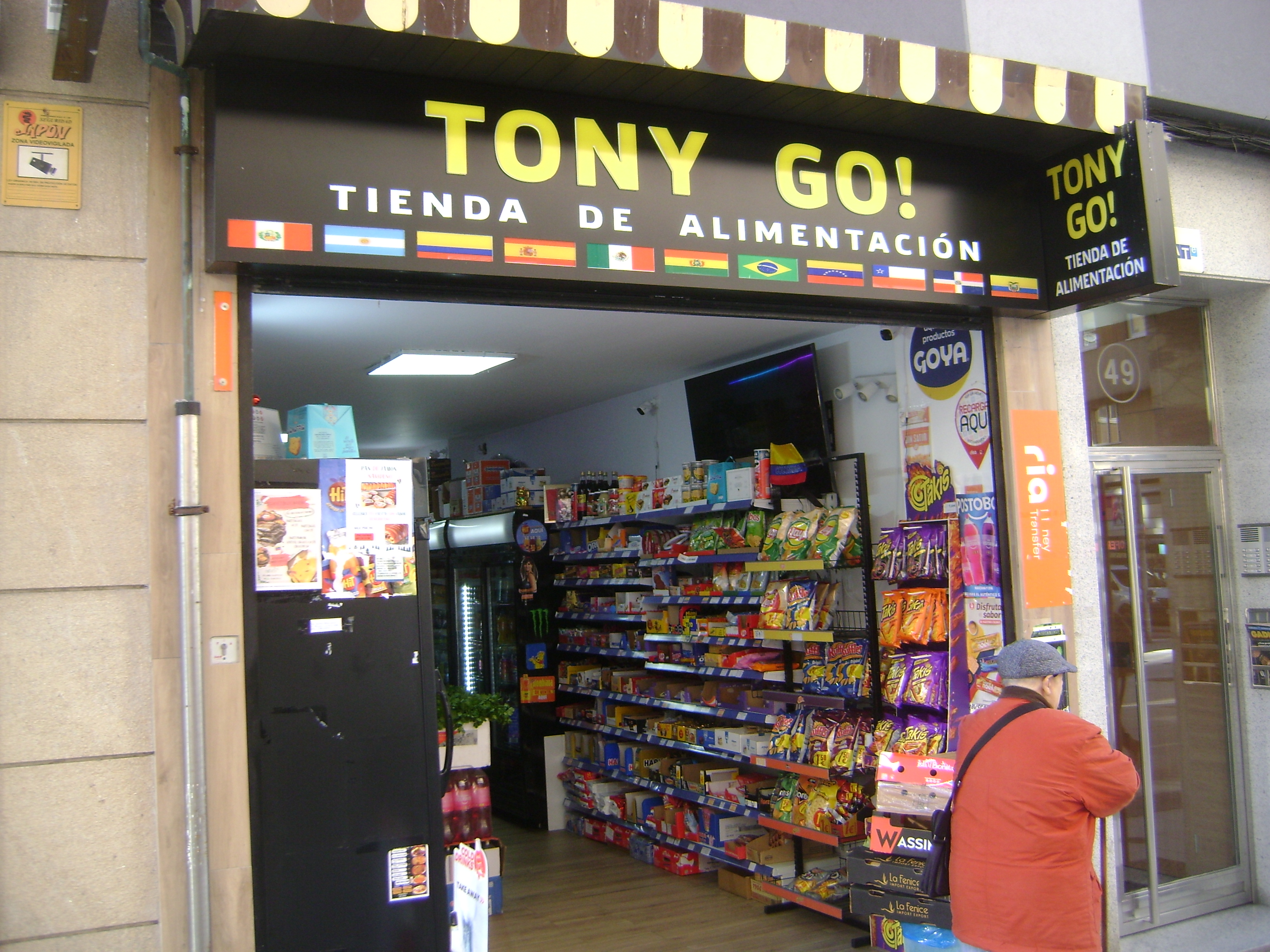
Tienda de productos iberoamericanos en Galicia. En el cartel se aprecian las banderas de Perú, Argentina, Colombia, España, México, Bolivia, Brasil, Venezuela, Chile, República Dominicana y Ecuador.

La gran variedad de la inmigración en España hace difícil realizar una caracterización común.

### Sexo
El 53,40% de los extranjeros censados en 2005 eran varones, frente a un 46,60% de mujeres. Sin embargo, se encuentran diferencias importantes dependiendo del origen de los inmigrantes:
- Hay mayor porcentaje de mujeres que de hombres entre los inmigrantes procedentes de Sudamérica (un 53,42% de mujeres) y de Centroamérica (59,42% de mujeres).

- La proporción entre mujeres y hombres del continente europeo es ligeramente favorables a los varones (un 52,41% de hombres).

- Los hombres son claramente mayoritarios en la inmigración de origen africano (tanto subsahariano como magrebí): la proporción de mujeres en este colectivo es de tan solo 31,81%.

- Los colectivos con el ratio más aplastante varón-mujer son los de Malí (tan solo un 6,68% de mujeres), Pakistán (9,70% de mujeres), Ghana (12,91%) y Bangladés (16,93%). En el lado opuesto, las nacionalidades con mayores porcentajes de mujeres son la rusa (64,26% de mujeres), la nicaragüense (61,11%) y la brasileña (64,04%).

### Edad

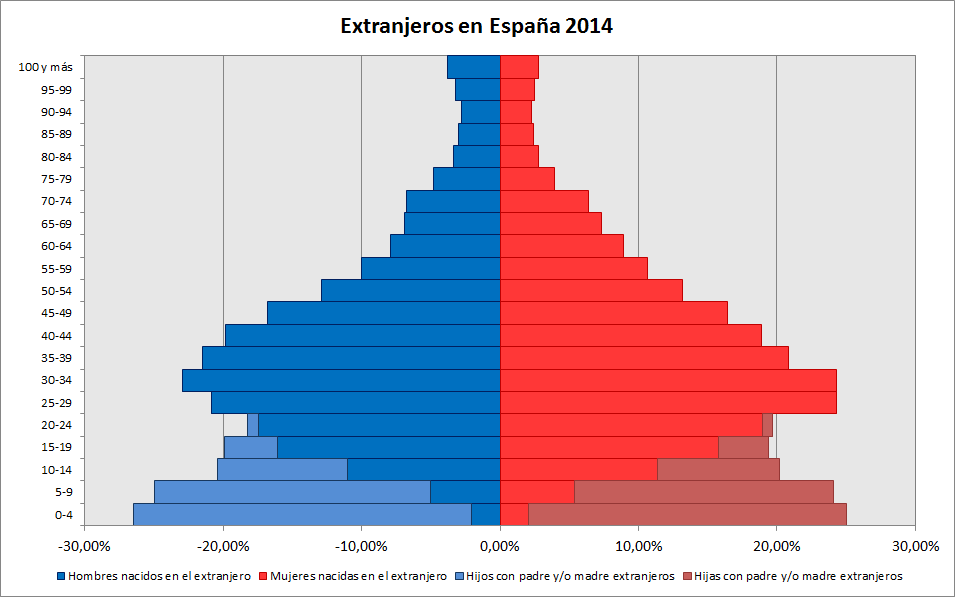
Población extranjera de primera y segunda generación censada en España en el año 2014 sobre el total de población en cada tramo de edad.

La mayoría de la población inmigrante viene a España buscando un puesto de trabajo, de ahí que el 51,91% de los extranjeros residentes en España (frente a un 32,66% del conjunto de la población) tengan entre 20 y 39 años y que el 30,19% de los extranjeros tengan entre 25 y 34 años (frente a un 17,44% del conjunto de la población).
Puesto que la mayoría de los extranjeros vienen a España en búsqueda de empleo, la proporción de mayores de 65 años es escasa, e incluso anecdótica en algunos países, mientras que el bloque más importante corresponde a la población en edad de trabajar (entre 16 y 65 años). El 17,71% de los ciudadanos de nacionalidad española tenía más de 65 años según el censo INE 2005; esta cifra era de tan solo 4,81% para el total de extranjeros. Sin embargo, esto no es uniforme para todos los países:
- Dentro de los inmigrantes comunitarios, hay una proporción importante de jubilados (un 15,85% de los comunitarios tiene más de 65 años), por lo que la distribución por edad de este colectivo es muy parecida a la española, aunque con un índice un poco inferior de menores de 15 años.
- La proporción de mayores de 65 años era de 1,94% para los iberoamericanos, del 0,62% para la Europa no comunitaria (excluyendo a los naturales de Noruega y Suiza), del 1,35% para los procedentes del Norte de África, un 0,83% para los subsaharianos y de un 1,70% para los chinos.
- Las nacionalidades donde hay mayor porcentajes de mayores de 65 años son la suiza (33,19%), la finlandesa (29,86%), la noruega (28,71%) y la sueca (25,82%). Donde menos, entre los naturales de Malí (0,07%), Ghana (0,07%) y Gambia (0,08%).

La pirámide de edad de la población extranjera residente en España presenta pues una base un poco más estrecha, un centro mucho más amplio y un pico despreciable en comparación con los del conjunto de la población española.

## Causas de la inmigración en España

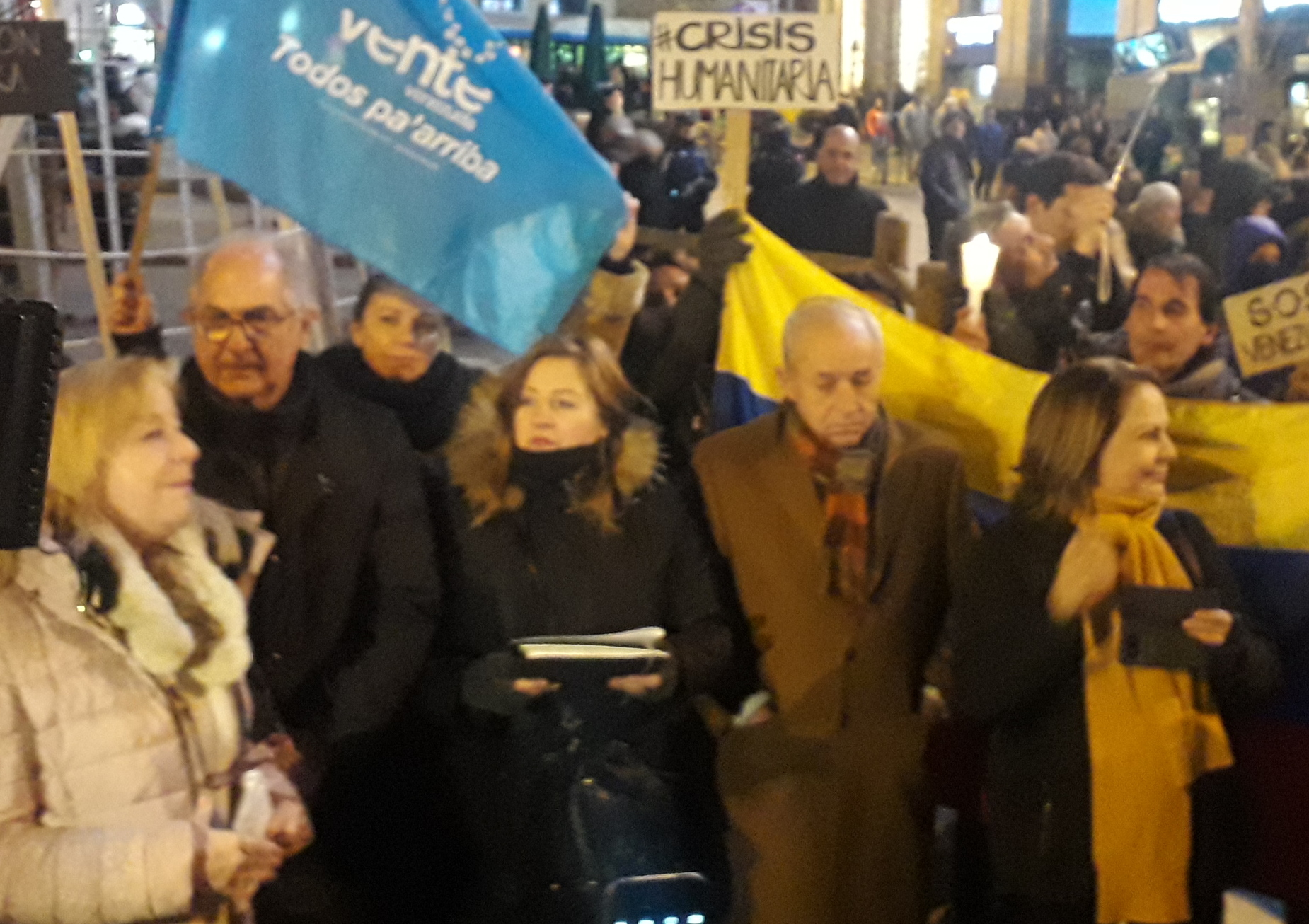
Manifestación de la comunidad venezolana en Madrid en contra de la investidura de Nicolás Maduro en 2019. La crisis económica en Venezuela ha llevado a miles de venezolanos a mudarse a España.

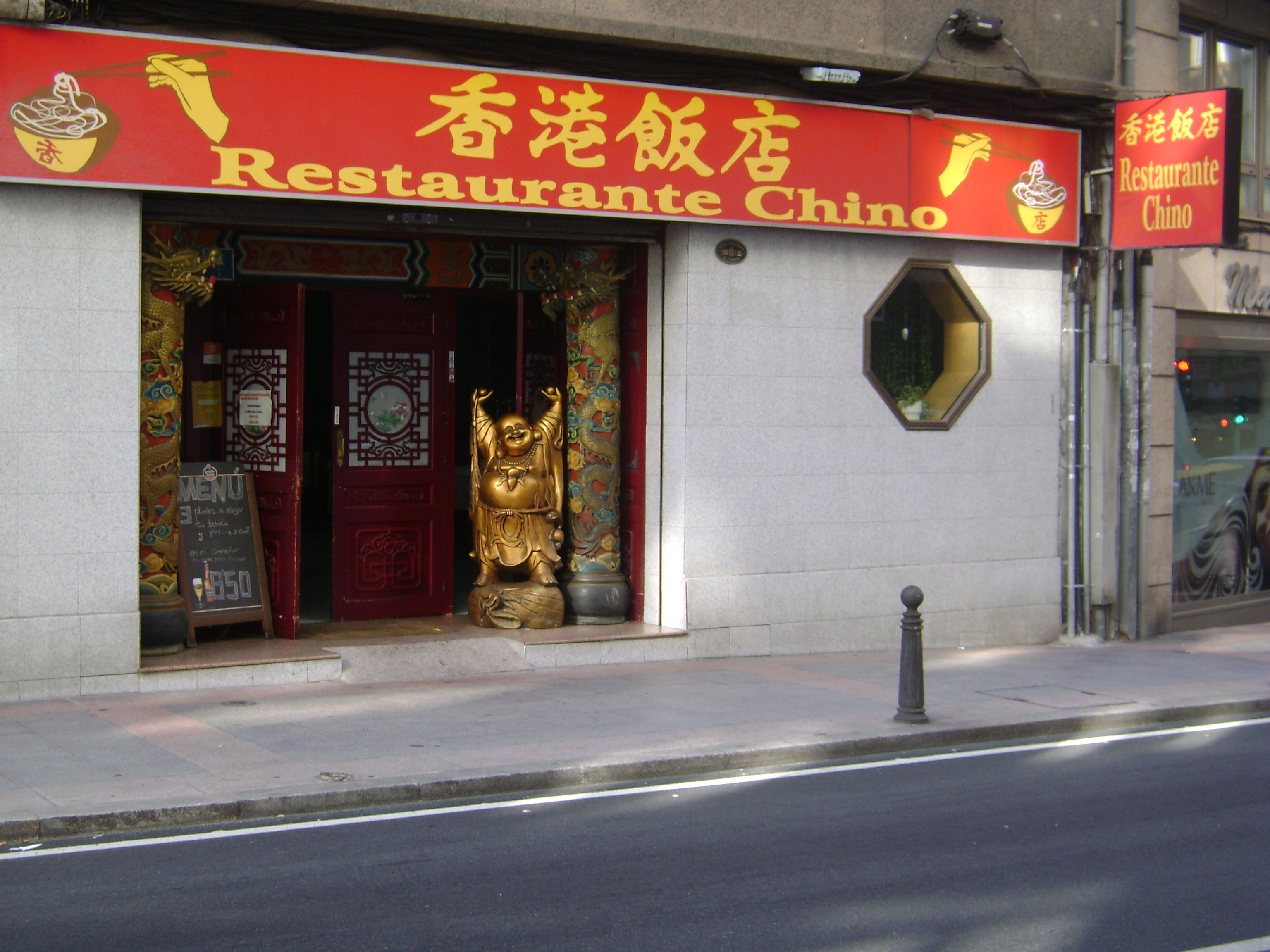
Restaurante chino en La Coruña, Galicia.

La inmigración en España presenta un carácter multifactorial. Entre sus principales causas se encuentran:
- El factor más importante de atracción migratoria es el desarrollo económico que ha demostrado España desde 1993. Basada en un crecimiento de la construcción y el turismo, la economía española ha venido requiriendo desde entonces una gran cantidad de mano de obra. En 2005, el país había creado unos 900 000 trabajos netos, de los que cerca de un 40% se ha ocupado por extranjeros.
- La identidad cultural y lingüística con Iberoamérica, de donde proceden el 36,21% de los extranjeros que había en España en 2006, es un importante factor de elección para los migrantes de esta procedencia.
- La suavidad del clima en el contexto europeo y la atracción por el modo de vida, siguiendo el efecto del Cinturón del Sol. El 21,06% de los extranjeros que hay en España proceden de Europa Occidental, especialmente de Reino Unido, concentrándose en las regiones insulares y en Alicante y Málaga. Muchos de ellos son inmigrantes de alto ingresos: jubilados, trabajadores a distancia con Internet o que establecen negocios, por lo general relacionados con la hostelería.
- La cercanía geográfica al continente africano: con fronteras terrestres con Marruecos, las islas Canarias próximas al oeste africano y el propio sur peninsular cercano al Magreb. La renta per cápita española era, en 2001, doce veces superior a la de un marroquí. El 18,13% de los extranjeros censados en España en 2006 procedían de este continente, muy especialmente de Marruecos.

## Consecuencias de la inmigración en España

### Consecuencias demográficas

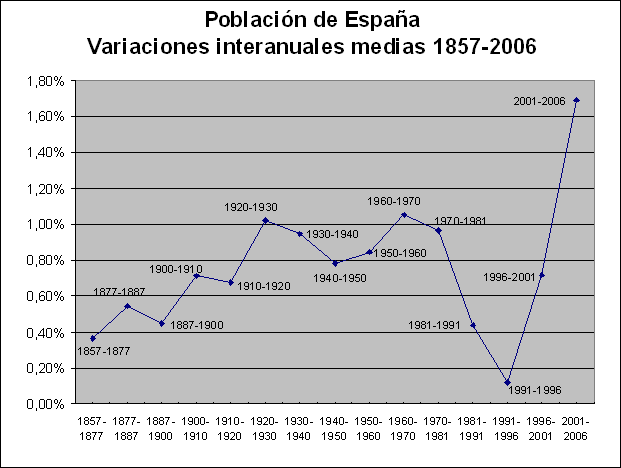
Variaciones interanuales medias de la población española entre 1857 y 2006. Tras un periodo de crecimiento muy bajo (debido a la disminución de la natalidad) a principios de los años 1990, en la actualidad se está produciendo un pico histórico de crecimiento poblacional debido a la inmigración.

La consecuencia más llamativa de la inmigración en España ha sido el aumento de la población: así, entre 1998 y 2005 España había crecido en 4 255 880 habitantes, lo que representa un crecimiento del 10,68% de la población en 7 años. La mayor parte de esta cifra se debe a la llegada masiva de inmigrantes durante este período.
Además, la mayor tasa de natalidad de la población inmigrante es la principal causa del repunte de la fecundidad que se ha producido en el país, pasando de una tasa bruta de natalidad del 9,19‰ al 10,73‰ entre 1998 y 2005. En 2005, el 15,02% de los nacimientos registrados en España fueron obra de mujeres de nacionalidad extranjera, aunque solo fue extranjera el 8,46% de la población española y el 10,64% de las mujeres en edad fértil residentes en España.
Por otro lado, como la mayor parte de la población que inmigra suele tener entre 25 y 35 años, el crecimiento es mayor en este grupo de edades y en consecuencia se rejuvenece la población española. Así, el 51,91% de los extranjeros residentes en España tiene entre 20 y 39 años, frente a un 32,66% del total de habitantes de España que se encuentran en esta franja de edad
Una de las consecuencias de la Crisis económica de 2008-2010, la Crisis inmobiliaria española de 2008 y el alto Desempleo en España ha sido la reducción de la natalidad en la población inmigrante tanto por la falta de recursos como por la asunción de pautas de natalidad de la población autóctona -pocos hijos-. De hecho, se ha invertido la situación, teniendo más emigrantes que inmigrantes y volviendo al flujo negativo migratorio.

Inmigración en la estructura de la población española de 1981 a 2014.

Porcentaje de inmigrantes respecto la población total de España

#### Visiones positivas

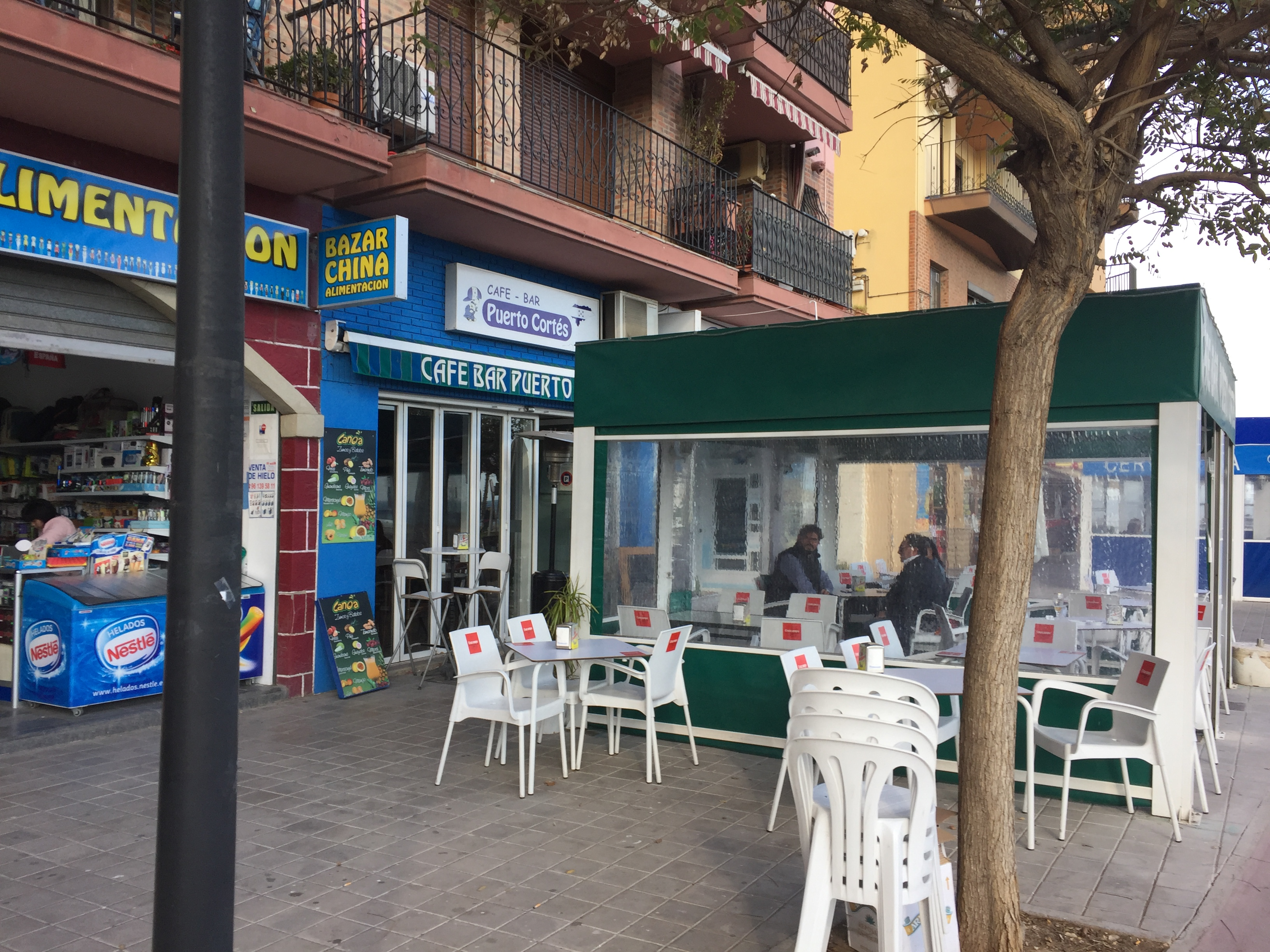
Un restaurante hondureño y un Bazar chino en Port Saplaya (Valencia).

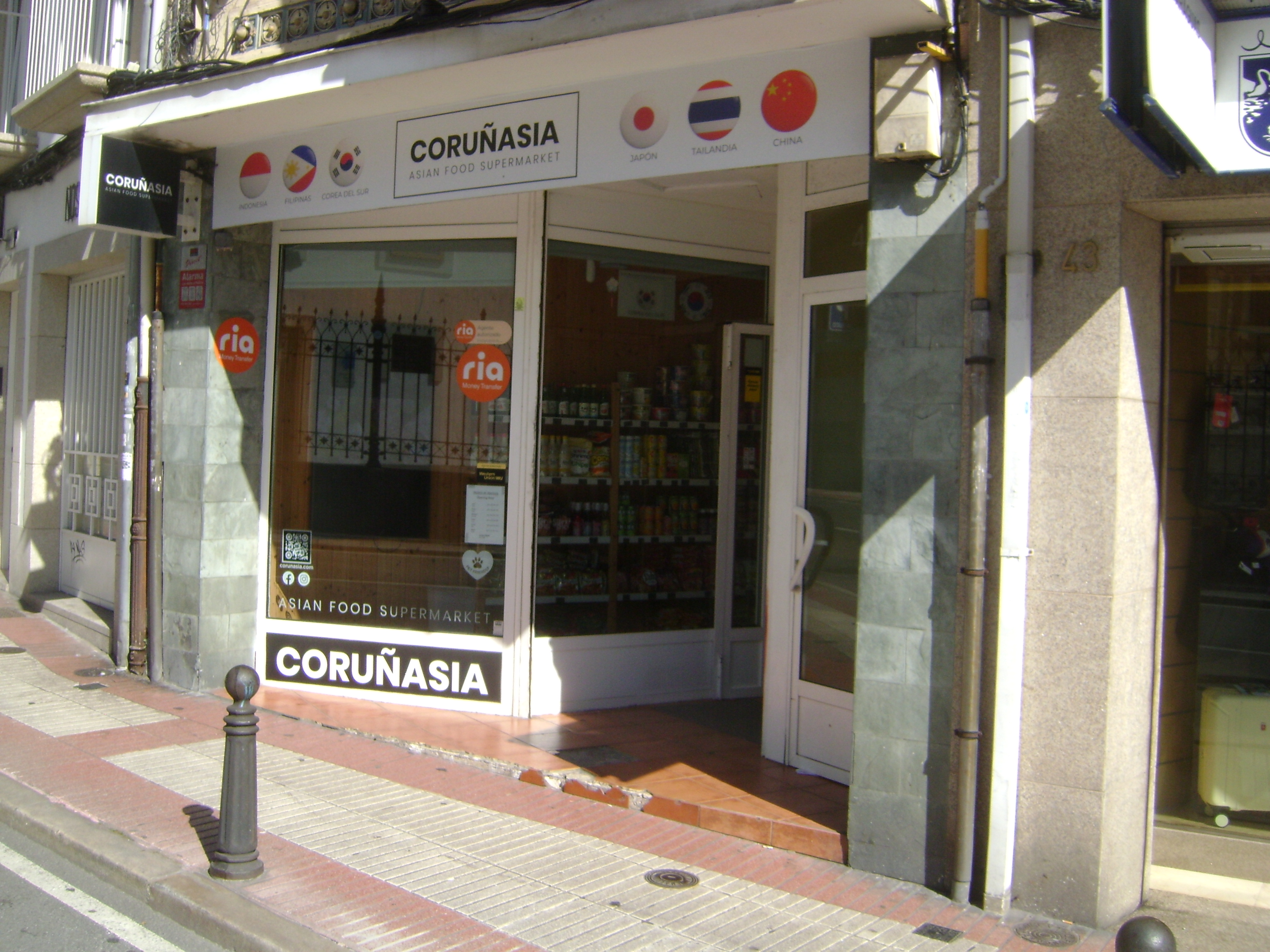
Tienda de comida asíática en Galicia. En el cartel aparecen las banderas de Indonesia, Filipinas, Corea del Sur, Japón, Tailandia y China.

La importante llegada de población inmigrante en edad de trabajar ha repercutido favorablemente en el total de afiliaciones a la Seguridad Social, hasta el punto que cerca de un 45% de las altas registradas entre 2001 y 2005 correspondieron a trabajadores foráneos.
Puesto que casi la mitad del trabajo creado en estos años se ha nutrido de trabajadores extranjeros, su contribución al crecimiento del PIB en este quinquenio (un 3,1% medio anual, en términos reales) habrá sido muy significativa.
Además, el aumento de la población laboral ha comportado un incremento de la recaudación asociada a la imposición del trabajo (principalmente por la vía de las cotizaciones sociales) y a los impuestos indirectos (como consecuencia del incremento del consumo).
Por otra parte, dado que el empleo extranjero se ha concentrado principalmente en sectores donde la oferta de mano de obra nacional resulta escasa (construcción, empleados de hogar, hostelería, agricultura, etc.), la inmigración ha contribuido a suavizar la rigidez de esta oferta, limitando la aparición de tensiones inflacionistas y haciendo que pequeñas empresas españolas continúen con su actividad.

#### Visiones negativas
Se han alzado, también, opiniones que sostienen que la inmigración ha comportado distorsiones en el mercado laboral español. Así, aunque el PIB español ha crecido entre el 3% y el 4% entre los años 1997 y 2007, los salarios reales de la población española no solo no han aumentado, sino que han disminuido ligeramente. Señalándose que la llegada de trabajadores, presuntamente no cualificados ha tirado a la baja de los salarios en diversos sectores de la economía española como por ejemplo la construcción, la hostelería e incluso el servicio doméstico.
Por otro lado, buena parte de los trabajos asumidos por los inmigrantes han sido creados al calor de la llamada burbuja inmobiliaria: alrededor del 30% de los trabajadores de la construcción son extranjeros.
Así, lo que la inmigración habría permitido sería el abaratamiento del ciclo productivo en la economía tradicional española, al hacer innecesario acometer proyectos de modernización e I+D, debido a que la inversión no sería necesaria ya que se consigue mantener beneficios mediante la reducción de salarios. Las principales presunciones negativas asumen que:
- El fenómeno podría haber perjudicado a los trabajadores peor pagados, debido a un aumento de la oferta de mano de obra infravalorada socialmente por su cualificación laboral.
- El aumento de los beneficios económicos no se han invertido en mejorar el ciclo productivo dentro de las empresas tradicionales.

La Fundación por Causa señala que en 2021, más de 125 mil menores extranjeros sin papeles viven en riesgo de exclusión social severa en España.

### Consecuencias socioculturales

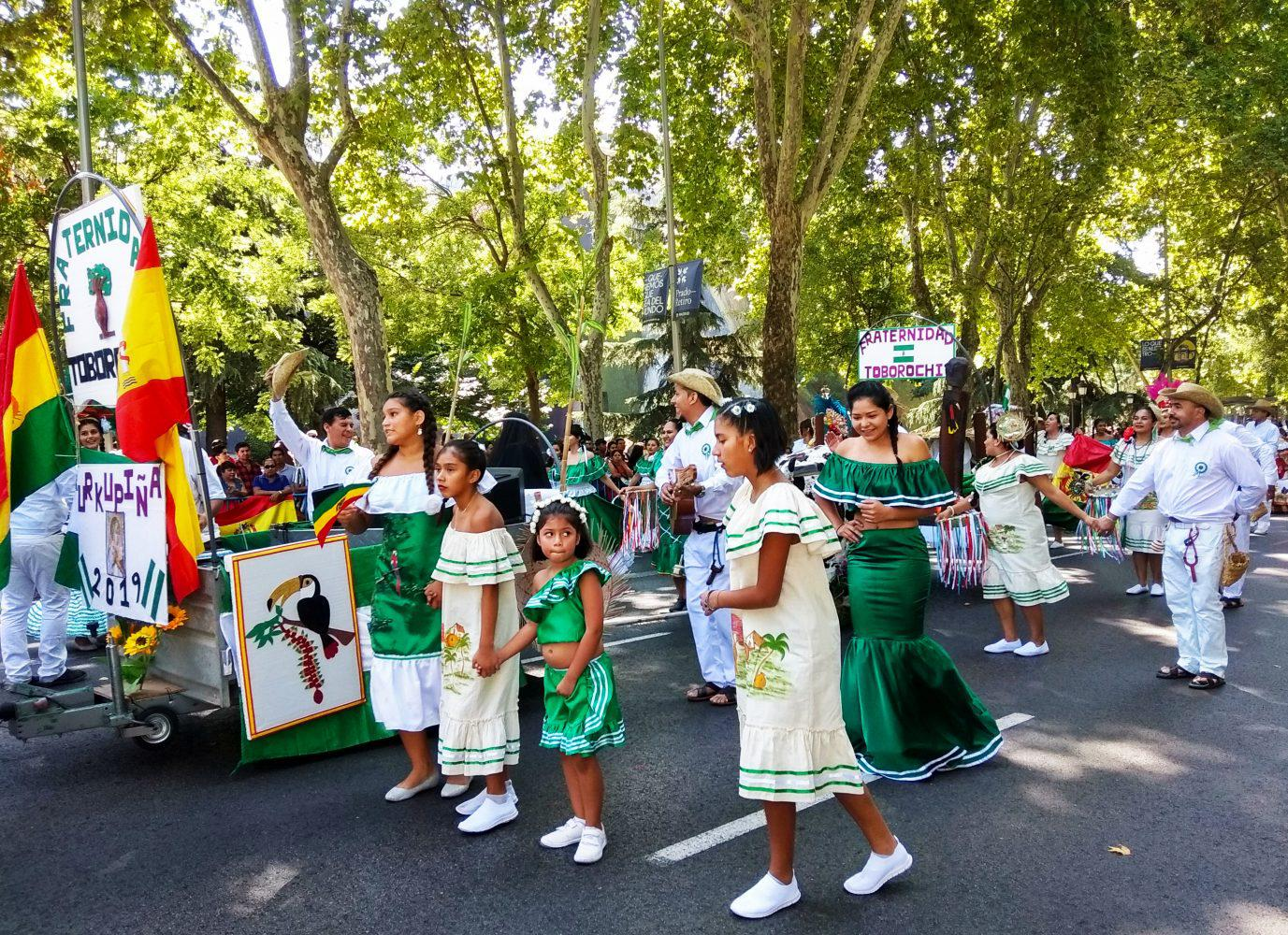
Celebración a la Virgen de Urkupiña de la comunidad boliviana en Madrid.

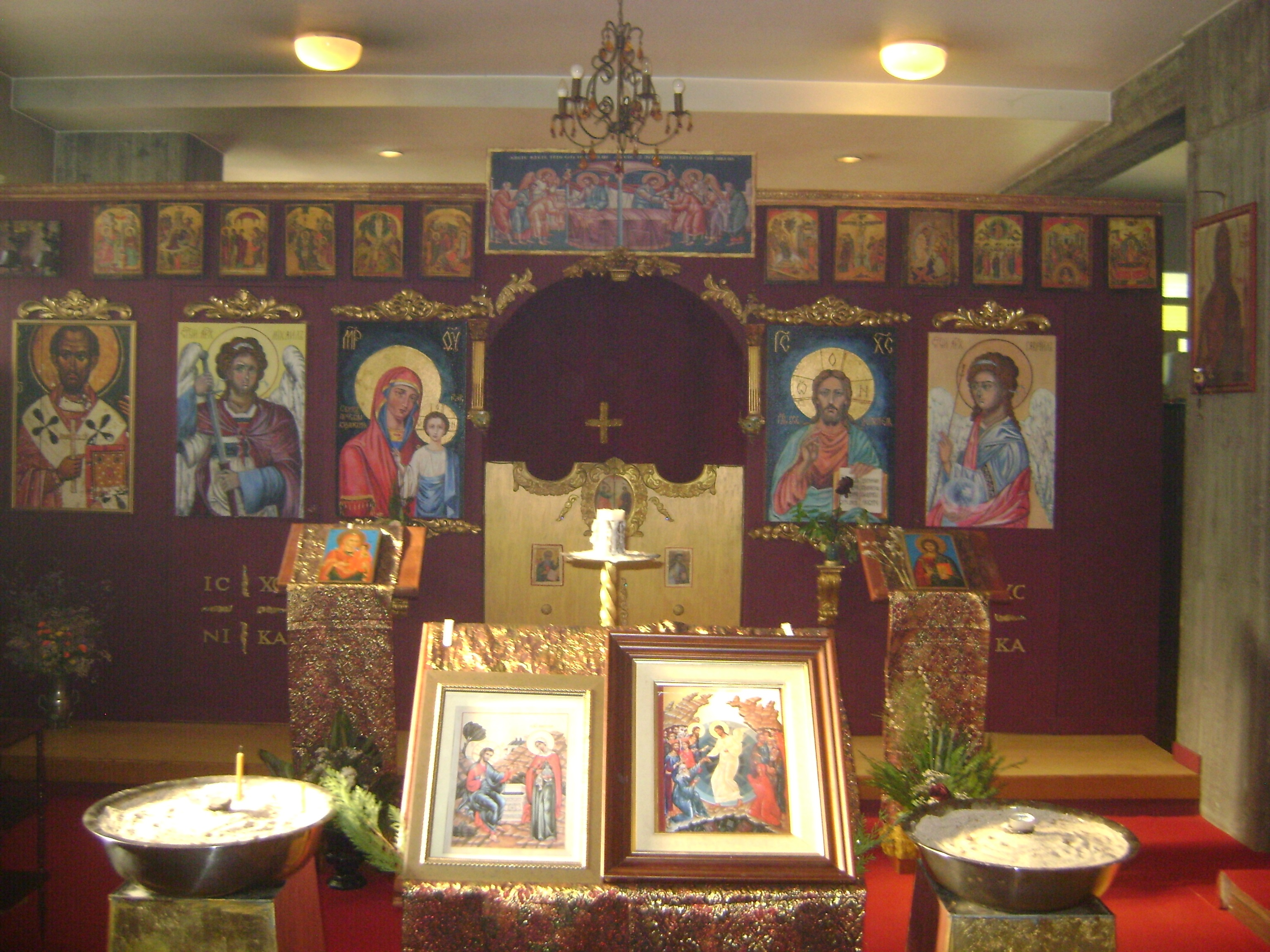
Interior de una iglesia ortodoxa del patriarcado de Serbia en Galicia.

La llegada de inmigrantes en los últimos años ha generado una mayor diversidad cultural, religiosa y lingüística.
Aunque la evaluación a largo plazo de la inmigración en España es complicada debido a su carácter reciente, la llegada mayoritaria de inmigrantes procedentes de ámbitos culturales o lingüísticos cercanos (el 75,02% proceden o bien de Iberoamérica o bien de otros países del continente europeo), unido a que la inmigración es de origen variado, puede dejar entrever una integración menos problemática que la surgida en otros países de la Unión Europea.
Con todo, un estudio procedente del Ministerio de Trabajo e Inmigración de España señala que en los últimos años ha aumentado la tendencia general al rechazo de la población nacida en el extranjero, es decir, al aumento de la xenofobia. Aunado a esto las nuevas generaciones de extranjeros nacidos en el país siguen compartiendo los ideales identitarios de sus padres, generándose grupos interétnicos en la población nacida en España.
La percepción respecto a la seguridad ciudadana corresponde a los datos oficiales. En 2010, la población extranjera en las prisiones españolas (41 945 reclusos extranjeros) representaba aproximadamente 1/3 de la población reclusa en España, pese a ser únicamente el 10% de la población total, un número que apenas ha decrecido desde un máximo de 43 043 en 2008.
Con respecto a la religión, la llegada de inmigrantes ha traído religiones como el islam (principalmente entre africanos), el evangelismo (principalmente entre latinoamericanos) o la ortodoxia (principalmente entre europeos del este).

### Consecuencias lingüísticas

Mallorca Zeitung, periódico en alemán de Palma de Mallorca.

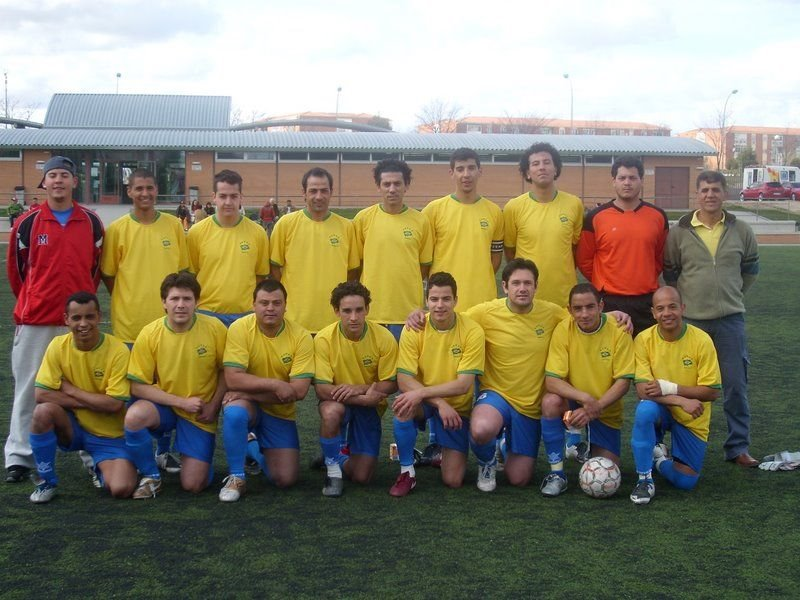
Equipo de fútbol de inmigrantes brasileños.

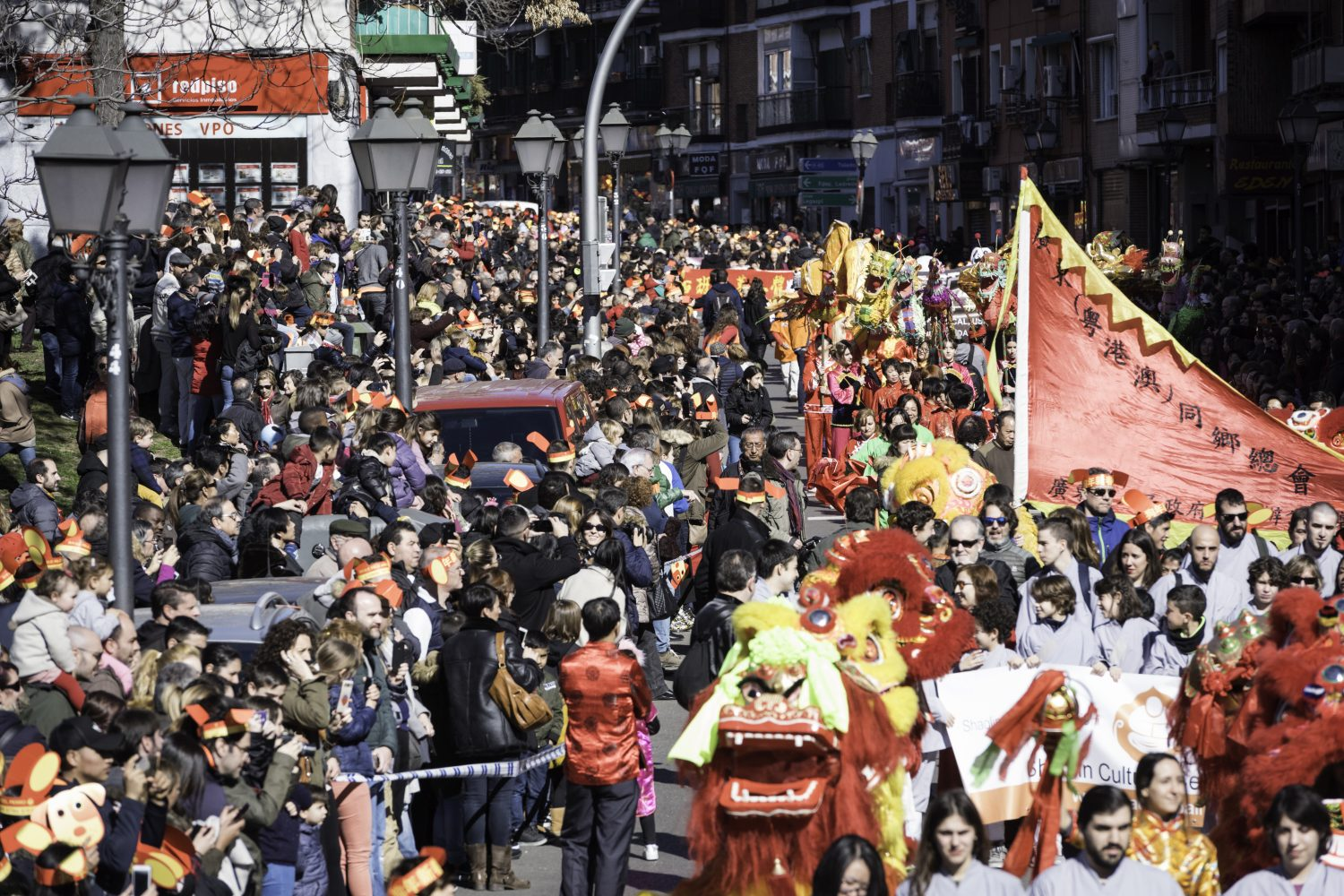
Celebración del Año Nuevo Chino en el barrio madrileño de Usera, conocido como el barrio chino de Madrid.

Debido a la fuerte inmigración que ha recibido España desde los años 1990, han aparecido comunidades bilingües relativamente importantes. Las lenguas alóctonas más habladas en España son las siguientes:
- El alemán, hablado fundamentalmente en los archipiélagos balear y canario. Había, en 2006, 173 651 ciudadanos empadronados en España de nacionalidades alemana, suiza o austriaca.

- El árabe, principalmente árabe marroquí, es la lengua mayoritaria entre los inmigrantes procedentes del Magreb. En 2006 había empadronados en España 618 332 ciudadanos de nacionalidad marroquí, argelina, egipcia, siria, libanesa, jordana, tunecina e iraquí. Los árabes se encuentran repartidos por toda España, aunque su presencia es mayor en Ceuta, Cataluña y Andalucía que en otras comunidades.

- Los idiomas bereberes, hablados por parte de los 563 012 marroquíes que residen en España. El rifeño es la lengua más hablada entre los inmigrantes de Melilla.

- El búlgaro. Hay 101 617 búlgaros empadronados en España, y es la nacionalidad extranjera predominante en las provincias de Valladolid y Segovia.

- El francés, presente en España desde la Edad Moderna a través de las colonias de comerciantes franceses asentados en ciudades como Cádiz, Sevilla, Alicante o Barcelona. Tras la Guerra de Independencia Argelina, más de 30 000 pieds noirs (franceses de Argelia) se instalaron en España, principalmente en la provincia de Alicante. En España había en 2006 90 021 empadronados de nacionalidad francesa, 29 526 de nacionalidad belga y 15 385 de nacionalidad suiza. Asimismo, hay muchos inmigrantes de países africanos que han sido colonias francesas o belgas y donde perdura el francés como lengua oficial o importante (Argelia, Marruecos, Senegal, etc.).

- El guaraní, hablado principalmente por paraguayos.

- El inglés, hablado principalmente en las provincias de Málaga y de Alicante por ciudadanos originarios del Reino Unido. Existen 315 122 empadronados en España (INE 2006) de nacionalidades británica, irlandesa, estadounidense, canadiense o australiana. Los ingleses constituyen más del 30% de la población en numerosos municipios de las costas alicantina y malagueña, donde poseen periódicos y canales de radio propios. Su presencia también es significativa en Baleares, Murcia y Almería.

- El portugués, hablado por inmigrantes portugueses (principalmente en Galicia y en Castilla y León) y brasileños (repartidos por toda España). Los empadronados en España de estas dos nacionalidades suman 153 076 en el año 2006.

- El quechua, hablado por parte de los peruanos y ecuatorianos; y el quechua sureño, por los bolivianos afincados en España.

- El rumano, hablado por la amplia colonia de origen rumano (407 159 empadronados en 2006, la tercera mayor) y por moldavos (11 330). Son especialmente numerosos en la Comunidad de Madrid, Castilla-La Mancha, Aragón y Comunidad Valenciana.

- El wu, lengua sinítica hablada por la mayoría de los inmigrantes chinos que hay en España, procedentes principalmente de la provincia de Zhejiang. Hay 104 681 ciudadanos de nacionalidad china empadronados en España (2006). Una fracción apreciable de estas personas también son capaces de hablar chino mandarín.